# 村正

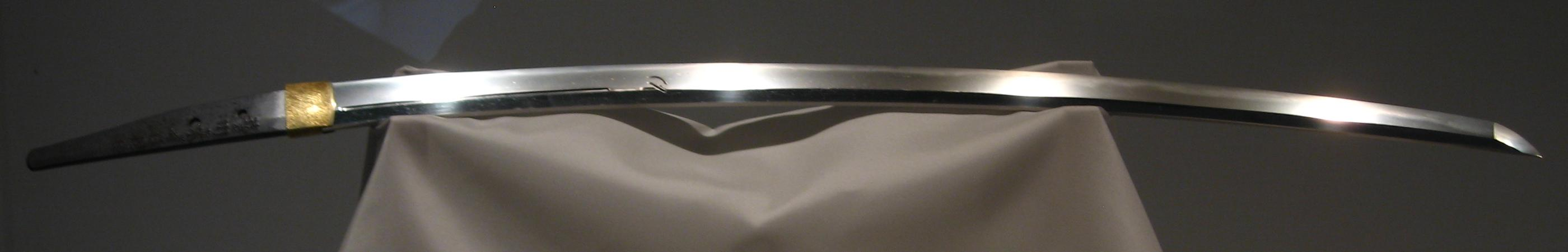
刀〈銘　勢州桑名住村正／〉。東京国立博物館所蔵（高松宮家旧蔵）。

村正（むらまさ、初代の生年は文亀元年（1501年）以前）、通称千子村正（せんご むらまさ）は、伊勢国桑名（現在の三重県桑名市）で活躍した刀工。千子派の祖。およびその名跡、その作になる日本刀の名。
同銘で六代以上あり、中でも右衛門尉村正（文亀・永正頃（1501–1521年頃）に活躍）と藤原朝臣村正（大永・天文頃（1521-1555年頃）に活躍）が最大の名工だが、名跡そのものは少なくとも寛文8年（1668年）まで存続した。
史上最も有名な刀工名の一つ。その作は武器としての日本刀の代名詞で、斬味凄絶無比と名高く、精強で知られる三河武士を中心に、将軍徳川家康・関白豊臣秀次ら天下人を含む戦国時代の武将から至上の業物（実戦刀）として愛用された。さらに、刀剣美術としても、南北朝後の室町・戦国時代（1394–1596年）を代表する巨匠で、覇気を放つ鋭い作風で知られ、芸術品としての村正を賞美した蒐集家に伊藤博文などがいる。技法としては、刀鍛冶の本流五箇伝の一つ美濃伝を基礎に、山城伝、島田派、末相州等の技を取り入れて独自の作域に達し、刃文を表裏揃える村正刃（千子刃）などの様式を広めた。
また、江戸時代以降は妖刀伝説が広く世に広まって風評被害を受けたが、倒幕の象徴として西郷隆盛ら志士に愛用され、一方で歌舞伎・浮世絵を始めとする創作物で村正が題材の傑作も生まれた。

## 概要

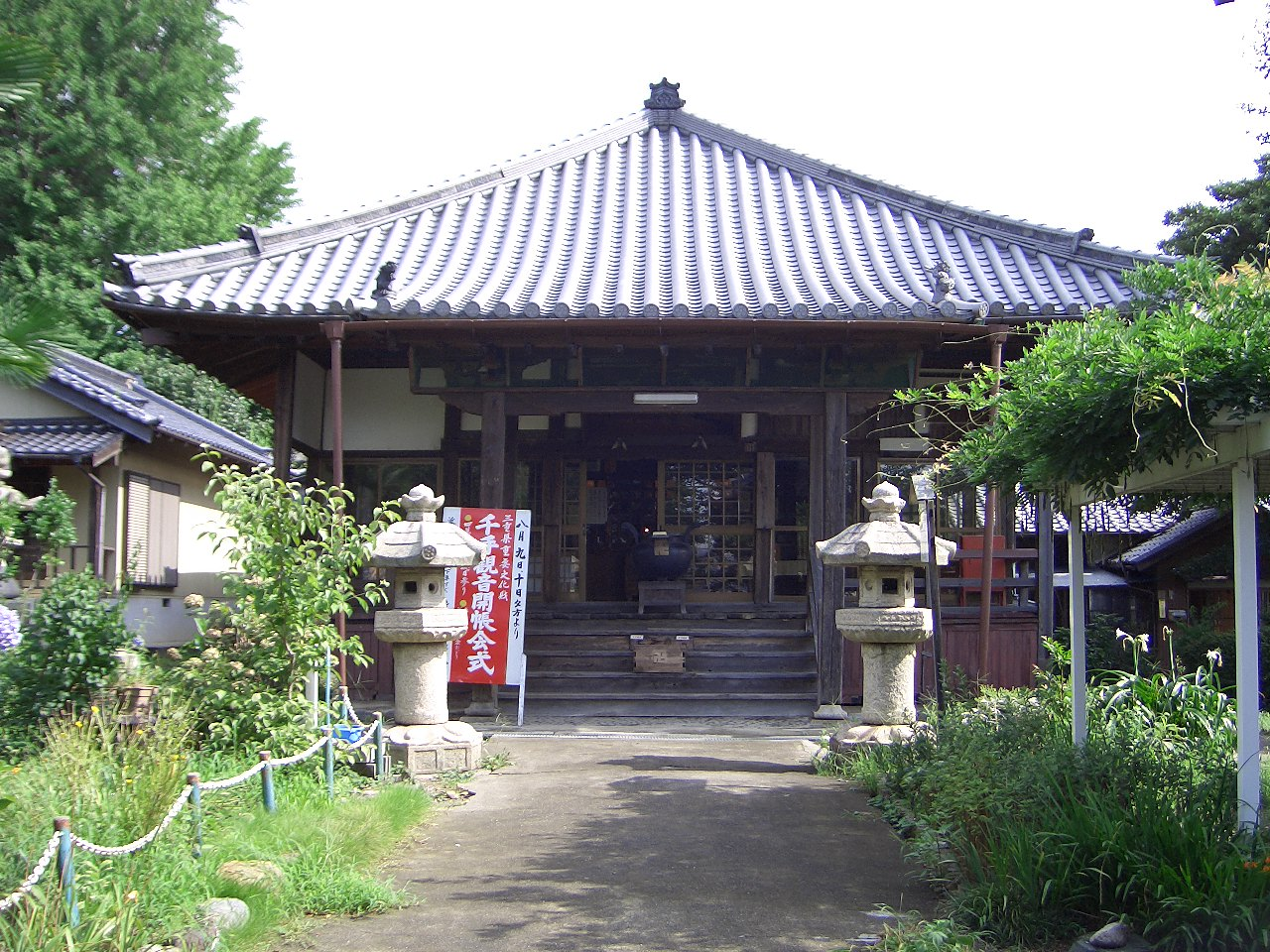
桑名市勧学寺 - 近辺に村正が住居を構えていた。伝説上では、初代村正生誕と「千子」名の発祥に関わりがあるとも言われる。

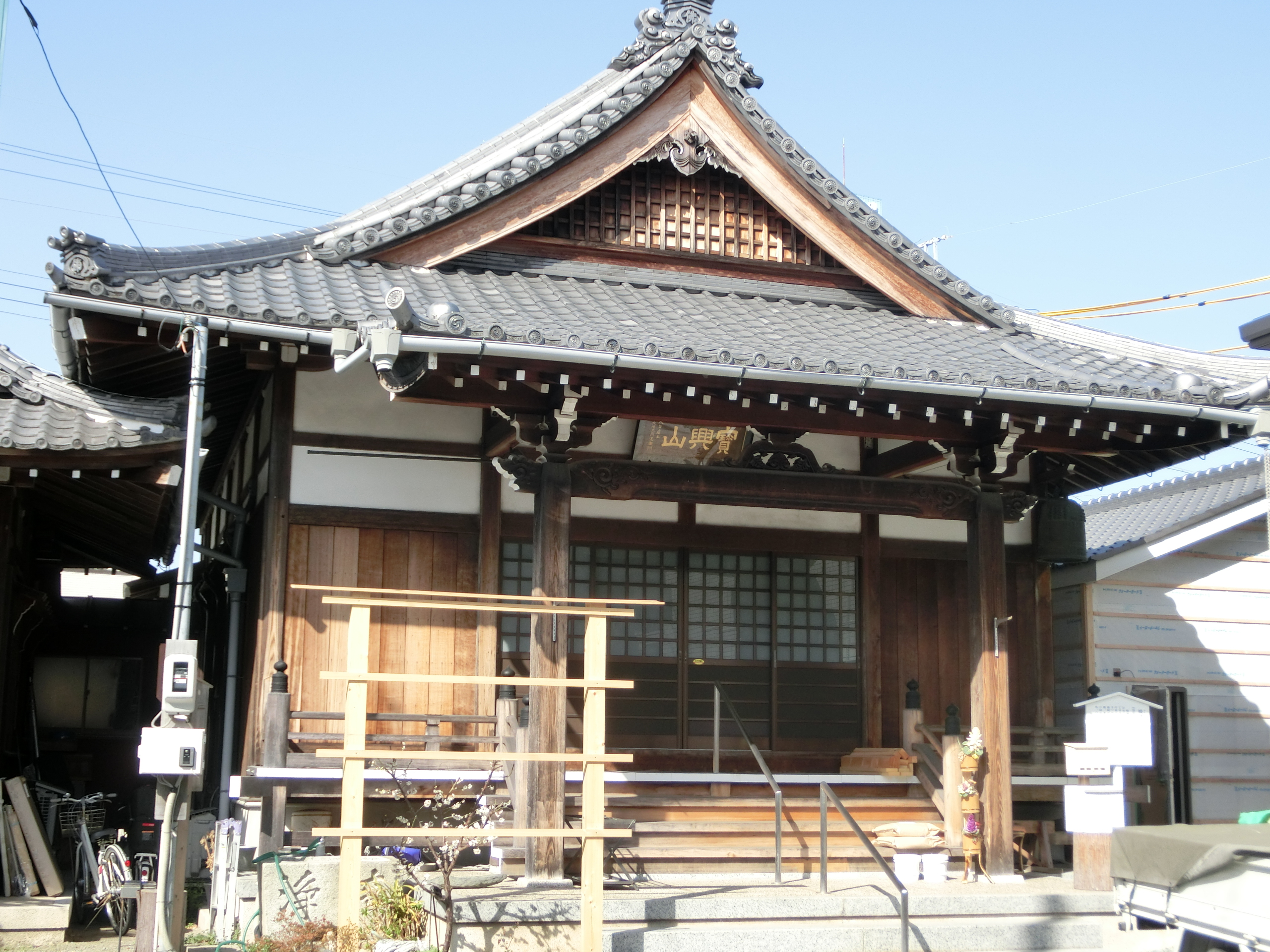
桑名市仏眼院 - 村正の一族の菩提寺だったという説がある。

村正は、正宗らと並称されるほど、一般に最も知名度の高い刀工の一人である。初代以降は名跡（トレードマーク）として六代以上は続いていた。
村正の刀が最も称賛されるのはその凄まじい斬れ味で、本拠地が伊勢と地理的にも近い精強な三河武士を中心に、徳川家康（#村正御大小）や豊臣秀次（一胴七度）などの天下人を含めた大名格や、その重臣・子弟などの上級武士に戦場で愛用された優品である。
実戦刀としては、当時最も高級に評価されたものの一つだった（#代付）。
正宗が天下の名刀（芸術品）なら、村正は天下の業物（実戦刀）と言える（#斬味）。
江戸時代に生じた妖刀伝説のみによって有名になったと誤解されることもあるが、実際は戦国時代の間に、既に当代最高の刀工名跡としての名声を確立していた。とりわけ、大永・天文の代の村正は「藤原朝臣村正」を称したが、この「朝臣」の名乗り方から彼が五位の位階を得ていたこと、つまり貴族（従五位下以上）に叙爵されていたことがわかる。比較として、関派の筆頭和泉守兼定や「日本鍛冶惣匠」伊賀守金道ですら、その受領名は六位相当に過ぎない。五位相当の官職を持つ刀工は他に、四代勝光（右京亮勝光）や初代大道（陸奥守大道）などがいるが、右京亮勝光は将軍足利義尚から、陸奥守大道は織田信長から庇護を受けるなど、いずれも当時の天下を握る武士と繋がりがあった。それに対し、商業都市桑名に住みながらも貴族に列せられた村正が、当時いかに破格・別格の存在だったかが見て取れる。『極論集』（慶長年間（1596年-1615年）写）では、「初心より正宗と見る程なるがあり」とあり、妖刀伝説の発生以前から正宗と比較されるほど高名であった。
「妖しい魅力のある刀」という意味での妖刀評は嘘ではなく、その覇気を感じさせる外観が妖刀伝説に説得力を与えたのではないかともされる。村正の作は、美術品としても、南北朝時代後の室町時代（1394年–1596年）を代表する作品の一つと評されている（#美術的評価）。美術品としての村正を愛した人物として最晩年の伊藤博文などがいる（#春畝村正）。末古刀期（1461年-1596年）の刀は一般に没個性的なものが多いが、村正は特殊なケースで、個性的な特徴が幾つもあって異彩を放ち、刀剣の勉強会で行われる入札鑑定でも比較的容易な部類である（#作風）。
全体として反りが浅く肉つきが薄く、鋭さを感じさせる形状になっている。
刃文は、のたれ（大きくうねる波の形）や、五の目乱れ（ランダムな波型）が多く、乱れの谷部が刃先に迫り、これらも凄みを感じさせる。また刃文が表裏揃う場合が多い（揃う場合を村正刃ともいう）。ただし、これらの刃文の傾向にあるというだけで他の形式もある。茎（なかご）はタナゴ腹に分類され、魚のタナゴのお腹のように茎先（下端）へ急に狭くなっていく形だが、村正はそれが顕著なので特に村正茎とも言う。
また、代ごとに銘の「村」と「正」に変わった書体を用い、特に「正」字は弟子も使用するので、銘を見れば代や師弟関係をある程度推量することができる。
また、創作の影響か村正といえば打刀の印象が強いが、実際は短刀（一尺（約30.3cm）以下の刀）や寸延短刀（短刀様式の一尺以上の刀）をより多く打った。その他、村正一派の槍は、戦国時代の名槍の中でも金房派（宝蔵院流槍術のお抱え刀工の流派）を超える随一の絶品である。矢根鍛冶（矢尻鍛冶）として活動していたこともあるらしく、村正銘の矢根（矢尻）の現存品がある。一方、村正の太刀は神社への奉納用しか現存せず、薙刀は専門家の間でも未見である。
村正は、後世の噂では「その人となり乱心」（気が狂った性格）と中傷される。だが、実在の村正は、人が行き交う自由貿易都市「十楽の津」桑名を本拠地に選び、交友関係が広く研究熱心で、他派の刀工との合作刀を何振りも作っている。加えて、「妙法村正」を始め神仏の加護を祈った傑作が多くあり、市内の各神社には千子派による寄進刀も残り、敬虔な人柄を思わせる物証が多い。
初代村正の生誕地は諸説あり、古伝では美濃国関（現在の岐阜県関市）もしくは赤坂（現在の岐阜県大垣市赤坂町）といい、これら美濃伝、特に末関物の刀工が活躍していた地で刀鍛冶を修行したであろうことは、作風からも確かめられる。初代をいつとするかも諸説あって、現存最古の年号銘がある刀剣は文亀元年（1501年）だが、現存刀のみから判断する石井昌国『日本刀工銘鑑』はこの文亀元年の村正を初代とし、北勢史との整合性を重視する福永酔剣『日本刀大百科事典』は初代を1400年代前半、文亀元年の村正は第3代とする。代々の村正の中では、この文亀の代の村正（右衛門尉村正、小城藩鍋島氏重代の家宝「妙法村正」を作刀）と、次代の大永（1521-1528年）の村正（藤原朝臣村正）が最も評価が高い。
美濃での修行を終えた後、伊勢国桑名に移った村正は、楠木正成嫡流玄孫にして後に伊勢楠木氏第2代当主となる後南朝の重臣楠木正重を弟子に迎えた。村正の一派と正重の一派は共に伊勢最大の流派である千子派を形成した。正重は村正の門人では最も師に迫る力量を持ち、作によっては師を凌駕することすらあるという名工である。村正と正重、どちらの名跡も少なくとも17世紀後半まで続くが、新刀期（1596–1763年）には師系の村正に代わって正重の流派が千子派首座を占めていた。
正重に次ぐ千子派の高弟が正真で、酒井忠次の猪切や本多忠勝の蜻蛉切などを製作している（蜻蛉切は同名の別人説もある）。
村正は徳川家や人々に祟る妖刀伝説の風説でも広く知られる。正保年間（1645-1648年）以降頃の『三河後風土記』等を契機に伝説が発生し、1700年代後半までには江戸で一般に普及。幕末には西郷隆盛らに愛用される（#匕首腰間鳴）など倒幕運動の象徴ともされるようになり、同時に歌舞伎や浮世絵での名作を生み出すことになった（「#妖刀村正伝説」で詳述）。

## 詳細
伊勢国は『延喜式』で毎年「横刀（たち）」20振を献上する規定になっており、平安時代中期には刀工が多くいたと考えられるが、実際に勢州の刀工で刀剣史上に初めて名を現すのは室町後期、桑名住村正である。

### 起源および活動時期
『関目録』（元和9年（1623–1624年））『桑名志』（天保6年（1835–1836年））などでは、初代村正は濃州関の出身とされる。実際、刃文に関伝の影響が濃厚なのは多くの古剣書で指摘されており、また、表に「兼永」と裏に「於関村正」と切ってある脇差がある（『新刀古刀大鑑』、1930年）ことから、説得力がある。
『如手引抄』（慶安3年（1650-1651年））では、初代村正を濃州赤坂左兵衛兼村の子であるとするが、福永酔剣はこれを「村」の字が共通するから生まれた説だとしている（なお、この赤坂も孫六兼元など関物の刀工の居住地で有名である）。
一方、千子を「千寿観音の子」とする桑名郷土の伝承では、美濃出身ではなく元から伊勢桑名出身となる。
年号の銘がある現存最古の村正は文亀元年（1501–1502年）のものであるが、実際はその時代よりやや古い作風を示すものもある。
年号を切ったものは多くはないが、文亀（1501–1504年）から慶長（1596–1615年）にはかけては継続的に銘が見られ、おおよそこの時期は村正の確かな活動期であると考えられる。
中には寛文（1661–1673年）の銘を切ったものもあるという。
佐藤寒山は初代村正を延徳（1489–1492年）・明応（1492–1501年）から永正（1504–1521年）にかけて活躍したとし、
永正10年の銘がある「妙法村正」は初代の晩年の作だという。
また、二代村正は天文初期（1532–1539年頃）から作刀を開始、三代村正は天正（1573–1592年）から、という。
一方、福永酔剣は『全休庵楠系図』（#正重の節を参照）との整合性を重視して、初代村正は正長（1428–1429年）頃の人、前述の文亀元年の村正を作ったのは三代村正であるとする。
1934年の『伊勢新聞』の記事は、
水谷長之助という人が、仏眼院の墓域で、千子新右衛門という人物の墓が土中に埋もれているのを発見し、そこには「千子宗入禅定門承応四乙亥年正月十六日」と記されていた、という事件を報じている（承応4年1月16日はグレゴリオ暦1655年2月22日）。
その記事によると、元々、「隠音妙台」の戒名が刻まれた初代村正の墓など村正一族の墓が仏眼院にあったのだが、（記事の時点から見て）100年ほど前に村正の家が断絶して無縁仏になってしまったので、明治30年（1897年）頃に某有力者が土地を譲り受けて墓をほぼ撤去してしまったのだという。
この記事が正しければ、村正の子孫が「千子」という姓で、1830年ぐらいまでは存在していたことになる。
また、前記の事件とは別に、明治末期の桑名に村正子孫を称する千子家が現れて、千子家初代は仲哀天皇の御代の肥前唐津島住人の千子正重で、千子村正は正重から数えて十九代目である、などという荒唐無稽な話を主張していた。

### 名前
通称は千子。「千子」は刀剣書でも一般の辞書でもセンゴと読み、『三河物語』（1626年頃）にも「センゴノ刀ニテ」という一文がある。
ただし、古剣書にはセンコとするものもあり、現代にも桑名に数軒残るという千子姓はセンコと発音するようだという。
千子は伊勢の千子村という地名に拠ったものとするのが通説だが、現在、桑名とその周辺に千子という地名はなく、真偽不明である。
桑名の郷土史では、千子は初代村正の母が「千」手観音に祈って授かった「子」であるからとされ、その千手観音像は一説に現在の桑名市勧学寺にあるものであるという。
江戸時代の妖刀伝説の煽りで現在残る村正には銘を潰されたものが多々あり、村を消して一字を加えて「正宗」や「正家」などとしたもの、二字とも削り取られて「包真」とされたものなどがある。
村正には「藤正」と銘があるものが3口現存する。これも妖刀伝説のせいで銘を潰されたものの一つとも言われてきたが、検分すると実際には初めから「藤正」と銘が打たれており、一説には「村＝紫色＝藤の花の色」と洒落て打ったものではないかという。
また、藤正は初代村正の子か弟子という説もある。
氏姓は藤原朝臣を称したと見られ、桑名宗社奉納刀に「勢州桑名郡益田庄藤原朝臣村正作　天文十二天癸卯五月日」とある（天文12年5月は1543年6–7月）。また、文亀頃の村正に「右衛門尉」を名乗った者がいたこと、その後の世代の村正に「木右衛門尉」と称した者がいたことは銘から確かめられる。
初代村正の戒名は古くから「妙台」（「妙大」「妙太」「名代」とも書く）とする説があったが、これは前記の『伊勢新聞』にある「隠音妙台」だったという証言と一致する。
その他、初代村正の本姓は青江とする説、幼名は正三郎とする説、通称は彦四郎とする説、あるいは正三郎とする説、など色々あるが、どれも疑わしい。

### 居住地
邸宅の場所については、「勢州桑名住東方村正」（現在の桑名市大字東方、伝承では特に大字東方字尾畑）と切った刀があり、また、桑名宗社奉納刀には「勢州桑名郡益田庄藤原朝臣村正作　天文十二天癸卯五月日」とある（当時の益田庄は今の大字増田より広い範囲を指す）。
また、勧学寺周辺走井山の、幕末には庄屋の屋敷となり、明治後半には清水初次郎という人の葉茶屋があった場所にも村正の邸宅があったという説があり、他に走井山下の踏切横に弘化3年（1846–1847年）建立の石灯籠と村正宅址という口碑がある。
変わったところでは茂福村（現在の三重県四日市市茂福町字）居住という説があるが、これが仮に正しかったとしても、北勢四十八家朝倉氏の招きで一時的に駐槌していただけであろう。

### 信仰
永正10年（1513年）頃の代の村正が日蓮宗の敬虔な宗徒であったことは、表に法華経の題目を切ったいわゆる「妙法村正」を作刀していること、その裏に切った年紀も日蓮入滅と同じ十月十三日としていることからわかる。
他の代については、前述したように、初代村正の出生を真言宗勧学寺に結びつける伝説や、村正一族の菩提寺を天台宗仏眼院とする証言がある。
また、桑名市神館神社の氏子だったという説もある。

## 系譜

### 師
前述した通り（#起源および活動時期）、初代村正は美濃関出身とする古伝と美濃赤坂出身とする古伝がある。関は当然のこと、赤坂も孫六兼元ら関物の刀工が在住していた地である（赤坂は赤坂千手院派もいた一大生産地だった）。
村正の刃文には関伝の影響が濃いことが昔からよく知られていて、さらに表「兼永」裏「於関村正」の銘の刀があるなど、末関との繋がりは相当に強いと考えられる。
この兼永と村正の合作刀は、村正が関の兼永を訪ねて打ったもので、地鉄・茎・鑢目などほぼ関風、刃文だけが村正風という作品になっている（裏銘は「打関村正」であるとも言われる）。
また、村正の「正」の字は、坂倉関の一派（正吉・正善・正利など）と酷似し、関係があると言われている。
小笠原信夫は、村正は和泉守兼定と技術的交流があったのではないか、としている。
和泉守兼定の側が村正の弟子だったとする説もある（#その他の弟子）。
また、平安城長吉にも師事したとする説がある。
京の長吉は建武から承和にかけて「六角京極住菅原長吉」と銘を切った刀工を初代とし、二代以降は「平安城長吉」と切り、
三条吉則の子が永正（1504–1521）頃に五代長吉を襲名、京から度々出向して奈良・三河・伊勢に駐槌したことがある。
小城藩鍋島氏に伝わる妙法村正（1513年）の倶利伽羅彫刻は、長吉の一派を彷彿とさせる優れた出来栄えであり、佐藤寒山はここからそういう説が生じたのであろうと考えている。
『如手引抄』は長吉が村正に師事したとするが、福永酔剣は事実はその逆で村正の側が五代長吉に師事したのであろうという。
日本刀剣博物技術研究財団は、村正の一派と長吉の一派には継続的な技術交流があり、ある代の長吉に初代村正が師事し、その後、二代村正に別の代の長吉が師事したのだとしている。
広く流布した説として、初代村正は相州五郎入道正宗の門人であったとする伝説が室町時代末期から既にあり、講談を通して一般に信じられるに至ったが、余りに年代に開きが有り過ぎて事実とは考えられず、完全な創作である。
また、仮に村正が正宗に師事していたとしたら、師の「正」字を名前の下に置くのは偏諱の慣例からして侮辱にあたり、到底有り得ないことである。
村正に特徴的なタナゴ腹と呼ばれる茎は、相州伝にも多く見られるもので、そこから伝説が作られた可能性はある。

### 正重
村正の高弟で伊勢千子派の代表とされる刀工に、正重（まさしげ）がいる。
正重の作風は村正と似ており、刀は少なく脇差を多く打ち、「正」字も村正風の草体だが、村正より身幅が広く、刃文は刃先に駆け出したものがあまりなく、沸が足りないなどの違いがある。
「刀　銘正重」「短刀 〔 銘　(表)正重　(裏)多度山権現〕」「太刀　銘　勢州桑名藤原千子正重 寛文元年十二月及び同二年正月」（桑名宗社、二口）として三点四口が
三重県指定有形文化財に指定されている。
「刀　銘正重」は松代藩真田家伝来の刀だという。
桑名宗社奉納品の二口は寛文元年12月から2年1月（1662年1–3月）と江戸時代の作刀で、この時期の千子派の作刀は少ないが、これらの刀剣は年号と居住地が切ってあって、正重の基準作例として三重県工芸史上で重要である。
正重は一説に、初代村正の弟であったとか、三代村正の子あるいは弟子であったなどともいう。
藤田精一が信憑性を高く評価したという楠木氏の系図『全休庵楠系図』（『全休庵系図』とも）は、三代正重の養子である正充の子孫の家系図である。
これによれば、初代正重は楠木正顯の子であり（つまり、楠木正成の四世孫にあたる）、現在の亀山市関町金場に居を構え、村正の弟子となって康正2年2月（1456年3–4月）に54歳で死去したという（楠木正重（初代正重）のものかは不明だが、ある人物が鍛冶場を構えた場所の遺構が実際に亀山市関町金場に現存し、2011年現在になっても鉄滓や炉壁が収集されている）。
二代正重も同様に村正の弟子となり、長享2年1月（1488年2-3月）に62歳で死去、子に三代正重と初代正真がいた。
三代正重は姓を川俣に変えて川俣正重を名乗り、大永5年6月（1525年6–7月）に77歳で死去、実子に四代正重、養子に正充がいた。
四代正重は文明13年（1481年）生、はじめ桑名の千子村に住んでいたが、後に従兄弟の刀工である雲林院政盛が住む雲林院に移った。
『全休庵楠系図』は三代正重の養子の系図であるから、本家正重の五代目以降の生没年は不明である。
正重の末流は桑名城三の丸西隣の江戸町に居住して小刀や剃刀などを製造していたらしい。
同時期に河内国茨田郡出口正重という刀工がいて、『新古刀大鑑』『大日本刀剣新考』などは「正」の書体や作風から見てこれを千子正重と同一人物とするが、藤田精一は論を一歩進めて、河内は正重の先祖楠木氏発祥の地であるからそこに駐槌地を置いたのであり、出口（今の大阪府枚方市出口）は秦に近く、また、正成生誕の地金剛山を眺めることができるのも理由であろう、と延べている（秦＝大阪府寝屋川市秦町は後鳥羽上皇の御番鍛冶がいた場所）。
また、正重の「正」の字体も、師・村正にだけではなく、正成・正行・正儀らの筆跡にも似ているようにも思える、と述べている。
初代正重には楠木正理と楠木正威という弟がいたが、南朝武将として討死している。正威長男の正富（通称を木全（キマタ）庄五郎）の次男である正充が三代正重の養子になって武将としての伊勢楠木氏を継ぎ、その正充の孫が北畠具教家臣楠木正具である。
正具後裔を自称する有力家系が幾つかあり、
アラビア石油創業者山下太郎が楠木正具正裔を称し楠木同族会初代会長を務めたほか、
明治天皇が内宮参拝の折に邸宅を訪問するほどの大豪族であった伊勢高楠氏（仏教学者高楠順次郎が婿養子となった家柄）も正具の子孫であるという。

### 正真
伊勢千子派のもう一人の代表的人物が正真（まさざね）である。
酒井忠次の愛刀で七男の松平甚三郎（庄内藩主席家老）の家系に伝わる猪切（いのししぎり）は、千子正真の作である（銘は「正真」の二字）。
若かりし頃の家康が伴を連れて狩りに出た時、忠次がこの千子正真で猪を斬ったので、茎に「猪切」の金象嵌を入れたのだという。
その他、「刀　銘正真」一振りが三重県有形文化財となっている。
『全休庵楠系図』によれば、千子派の初代正真は楠木正成の子孫であり、父は二代正重で、子に二代正真と雲林院政盛がいる。
正真という刀工は、伊勢千子派の正真と世代的にも地理的にも近いところで、他に大和金房派の正真（金房隼人丞正真）と三河文殊派の正真（「文殊」は手掻派の通称）の二人がおり、この三者のうちのそれぞれの組み合わせについて同一人物説があって、かなり混迷している。
本多忠勝の愛槍蜻蛉切（明治時代以降天下三名槍に数えられる）は、銘に「藤原正真作」とあるが、どの正真なのかはっきりしない。
この「藤原正真」についても、千子正真という説、三河文殊正真という説、そもそも伊勢千子派と三河文殊派で同一人物であるという説、別人ではあるが両者とも「藤原正真」の銘を切ったことがあるという説がある。
福永酔剣は、古剣書にある「永正十二年三月日」「大永六年八月十二日」の銘を切った藤原正真は千子正真だが、蜻蛉切の藤原正真は田原藩の田中正真ではないか、としている。
江戸時代、三河田原藩の素封家で酒造業のちに薬種業を営んでいた田中氏は三河文殊正真の後裔を称していた。
田中氏の家系図によると、大和手掻派の包吉が田原に移住してきたとき、男児が無かったので弟子の田中久兵衛正真を長女の婿としたが、この田中正真こそが三河文殊正真であるという。
生年は本多忠勝と同じ天文17年（1548年）、没年は慶長16年8月22日（グレゴリオ暦1611年9月28日）である。
田中正真が活動していた頃の田原城代は、忠勝と同じ三河本多氏の本多広孝であり、福永酔剣は、忠勝が広孝を通じて田中正真に蜻蛉切を作らせた可能性は十分にあるとしている。
田中正真の墓は、2018年現在も愛知県田原市田原町二ツ坂に現存する。
田中正真の子では五男の久兵衛のみが刀工となり戸田忠昌の天草転封（1664年）に従って天草に移住した。
小笠原信夫は、三河文殊正真もまた地域、作風、年代からして村正と技術的交流があったとしている。

### 三品広房
三品広房（みしなひろふさ、1806–1885年8月19日）は、三品派の刀工で、義明斎または義面斎とも号し、三重県桑名市で活躍した。
古刀写しの名人として名高く、その村正写しは真作に迫る。
伝承では正宗十哲の一人志津三郎兼氏の末裔。
つまり、兼氏の九代孫を称したのが織田信長の鍛冶師だった兼道（後に陸奥守大道を名乗る）で、その末裔の九代大道（一徹斎大道）の弟が三品広道、そして広道の長男が広房である。
広房は由緒正しい血筋を引き、本来は相当の腕前を持つ刀工だったが、幕末の刀剣需要に圧されて、一時期、末備前を中心に偽銘の古刀の数打物を打ち、これらの贋作は「桑名打（くわなうち）」と呼ばれていた。
桑名打は広房と弟の広道（父と同名）が明治2年（1869年）ごろまで打っていたという。
贋作ではあるが、名工広房は技量を惜しみなく注いだようで、日本刀鑑定家大村邦太郎の証言によると、桑名打は実用性という点ではむしろ古刀のオリジナルを超えていることもあり、実によく斬れることで評判で、大村は「『本物以上の偽物』、という世にも不思議なもの」と評している。
贋作ではなく、本名の広房を名乗って村正写しを作ったものもある。代々の村正の中でも特に全盛期である大永期（1521-1528年）の村正の短刀を模して打ったものである。これは世に数ある村正写しの中でも最高傑作とされ、真作の村正にも劣らぬ会心作で、もし「勢州住義明斎廣房模之」の銘がなければ健全至極の状態の最盛期の村正の作として物議を醸したであろうほどの出来栄えだという。
上記のような諸事情はあったが、広房が自分の銘で打った刀や、その村正写しは優れた作品として高い評価を受けている。
広房自身が名工だったので、元贋作師なのに逆に自分が贋作を作られる立場でもあり、現代刀に広房の偽銘を切った刀なども現存する。
廃刀令の後は、包丁やハサミ、仕込み杖などの製作を中心としていた。
1989年の頃は桑名市鍛冶町で広房の子孫が優れた刃物を生産していて、2025年時点も同地で「廣房打刃物店」として六代広房である三品貴史が包丁などを打っており、ひろふさ製の包丁は地元桑名で代々愛用されているという。

### その他の弟子
良業物坂倉正利は、正重の親族で弟子である。
村重という弟子がいたが、銘を切った刀は非常に少なく、三重県内にあるものでは「刀　銘　村重」（県指定有形文化財）の一振りしかない。
他に、江戸時代初期に勝吉という刀工がいて、「太刀　銘　勢州桑名住藤原勝吉」が三重県有形文化財、元和8年5月（グレゴリオ暦1622年6-7月）の年紀が切ってある。
山田浅右衛門『古今鍛冶備考』によれば、この勝吉は村正の直接の弟子ではなく、正重の弟子。
その他の弟子に、俊正、広泉（ひろみず）、三河守勝重などがいた。
明治2年（1869年）頃から明治43年（1910年）頃まで、桑名で「村正十八代孫」を自称する「勢州桑名住千子正義」なる人物が作刀していた。本人は自分で銘を切れなかったので、桑名市大福の骨董商で偽銘を切るのも仕事にしていた山下卯三郎（1890年前後–没年不明）が、銘を切っていたこともあるという。
和泉守兼定（いわゆる之定）は村正に師事して秘伝を受け、その後に湾れ乱れを焼くようになったという伝承がある。之定が藤原利兼という注文主のために伊勢の安濃津で打った刀の押形があるから、この時に村正を訪れたことがある可能性はある。

## 作風

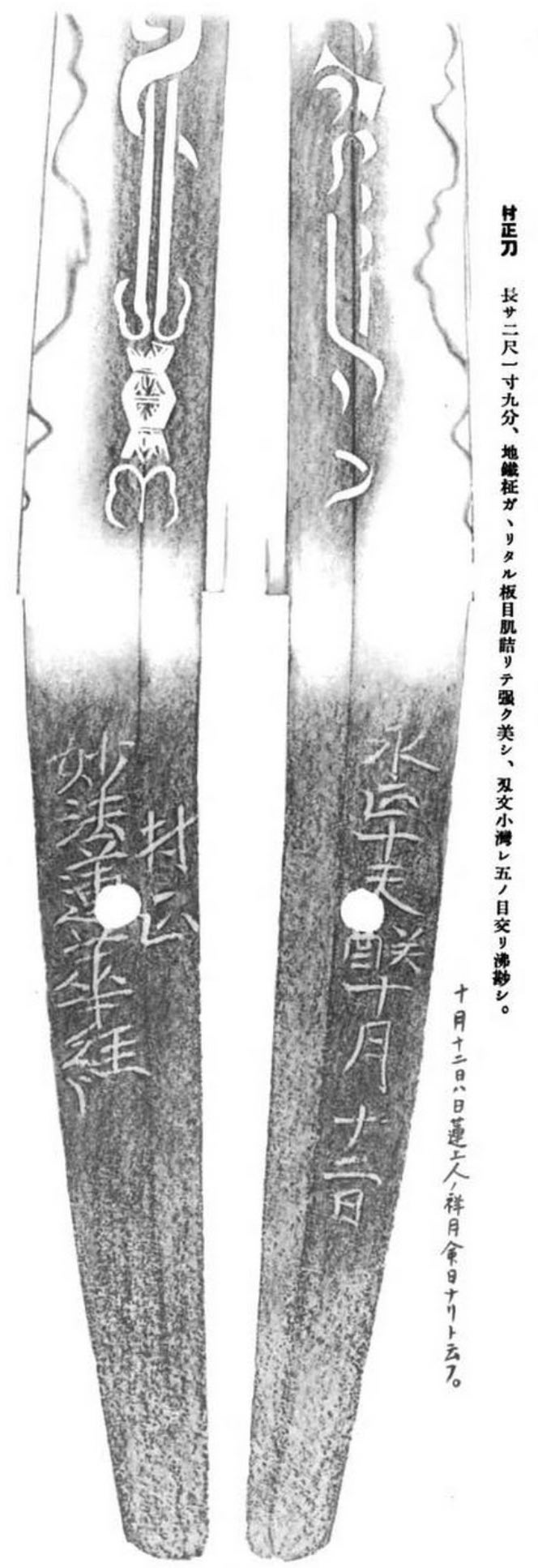
重要美術品「妙法村正」。 村正刃（千子刃）…刃文（刃の紋様）が表裏揃う等、幾つかの典型的特徴が見て取れる

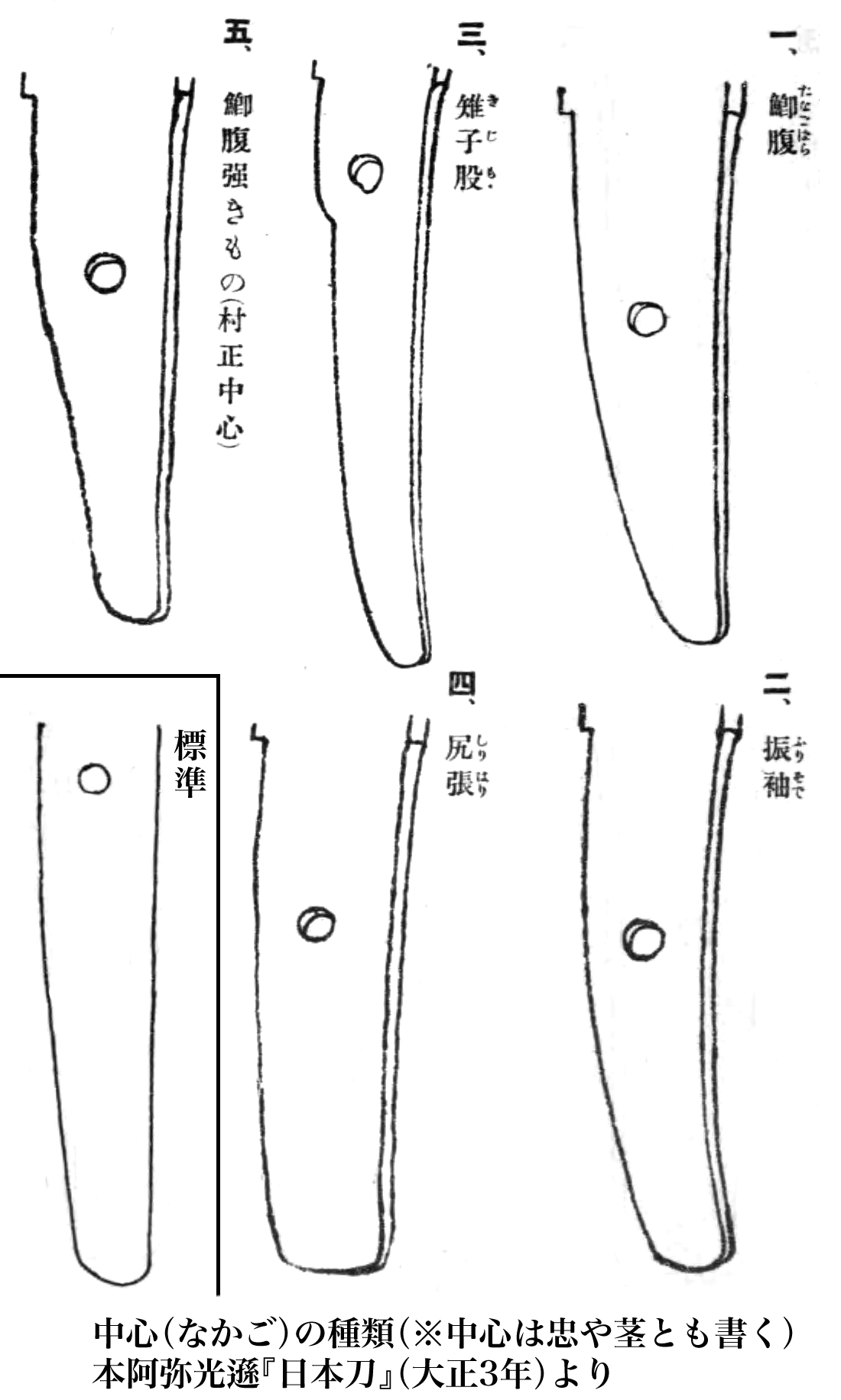
茎（中心、なかご）。古い代の村正は一番程度のタナゴ腹が多いが、時代が下ると五番のようなものも現れる。

### 概要
村正の「妖力で祟る刀」としての妖刀伝説は完全な創作だが、「妖しい魅力のある刀」という意味では「妖刀」の論評は必ずしも嘘ではなく、村正の特徴は力強さと鋭さにあり、その覇気のせいで妖刀伝説が発生したのではないか、一見して鋭さが感じられるこの刀で斬ってみたいと思うのは武士なら当然、等々と言われる。
また、出身地の美濃国（岐阜県南部）の刀をベースに、複数の流派を取り入れた独特の様式になっていて、こうした進取性と独創性は、「十楽の津」と言われ、武士よりも商人の力が強かった自由貿易港であった桑名の気風と立地を活かしたものとなっている。
刀剣美術で鑑賞の基礎となるのは、体配（たいはい、全体の形状）、地鉄（じがね、鋼の焼きの入っていない地の部分）、刃文（はもん、焼入れで生じる刃先の文様）の三つだが、村正は体配と刃文で際立った特徴があるとされている。
特に村正らしい特徴とされるのは以下の要素で、鑑賞のポイントとなる。
- 体配
  - 刀身は反りが少なく、肉つきが薄く、鎬（しのぎ、刃と棟の間の高くなっている稜線）が高く、しっかりとしていて、一目で「これは斬れる」と思わせるような姿。
    - 見た目だけではなく、肉が薄く鎬高の刀は実際よく斬れるとされる[80]。

  - 一方、刀身の下、柄に入る茎（なかご、漢字は中心とも書く）の部分は、タナゴ腹という特徴がある。魚のタナゴのお腹のように、茎の中頃から茎先（下端）に向かって急に細くなる形である。後代の村正は、タナゴ腹の度合いを極端に強くすることもあって、この場合は特に村正茎（むらまさなかご、村正中心）とも言う。
- 刃文
  - 刃文を表と裏で一致させる。これを村正刃（むらまさば）とも千子刃（せんごば）とも言う。
    - 古刀（慶長元年（1596年）以前の刀）では大変珍しく、ほぼ村正とその弟子たち固有の特徴になっている。

  - うねったような刃文を好んで焼き、これも覇気を感じさせる要素となっている。
    - 大のたれ（ゆったりとした波）、ぐの目乱れ（細かい波が乱雑に乱れたもの）、のたれぐの目乱れ（全体ではゆったりとした波だが部分が乱雑に乱れている）、箱刃（ぐの目乱れの頭が箱のように角張っている）、耳形箱乱れ（箱がさらに変形して耳のようになっている）等々。

  - また、焼き刃が極端に低い、つまり刃文が刃先に迫る。刃文が刃先から抜け出して消えてしまうことさえあり、これを「刃文が駆け出す」と言う。
    - 焼き刃を高くすると、棟側からの衝撃に弱くなるため、焼き刃を低くするのは刀を折れにくくするための実戦上の工夫である[81]。

### 詳細
末古刀期（1461-1596年）の村正の作風を記す。
種別は、現存作では短刀や寸延短刀など短いものが最も多い。
短刀、脇差、打刀の他にも槍の名手でもあり、
特に稲垣善次は、戦国時代の名槍の鍛冶師といえば一般に宝蔵院流槍術と結びつきがあった大和国（奈良県）の金房派（かなぼうは）とされるが、
実際は村正の槍は金房派より優れており、天下三名槍蜻蛉切の作者の藤原正真とはやはり村正高弟の千子正真のことではないか、と評している。
また、矢根鍛冶（矢尻鍛冶）として活動していたこともあるらしく、村正銘の矢根（矢尻）が一点のみ現存している。
一方、太刀や薙刀といった大型の武器については、太刀は神社への奉納用しか現存せず、薙刀は専門家の間でも未見である。
- 体配
  - 反りが浅く、平肉が少なく、鎬高く、棟の方薄く、鋒延び、フクラ枯れる[20]。
  - 短刀は平造り[20]。
  - 棟は高い庵棟、三つ棟の場合もある[20]。
  - 茎はタナゴ腹が多い。特に、度合いが強い場合を、村正茎（村正中心）と言う[20]。村正茎は短刀に特によく見られる[20]。
    - 駿河島田派や末相州（小田原相州）は茎に弱いタナゴ腹を使用し、#合作刀も存在するように、どちらが先に開発したかは不明だが、これらの流派との技術的交流が指摘されている。
    - 初期の右衛門尉の代（文亀・永正頃（1501–1521年頃）の代）はそこまでタナゴ腹が目立たず[17]、茎先が栗尻[17]となる。後の代の村正と比べるとやや地味な印象を与えるものの、作り込みがガッチリしていて、覇気はある[3]。
    - 尻は剣形か栗尻[20]。
    - 鑢目は切りか筋違[20]。

  - まれに棒樋や二筋樋あり[20]。 末相州風の彫物[12]。平安城長吉にも似て剣の丈を長く彫る[20]。
- 地鉄
  - 小板目[5]。
    - 柾目を交えて白ける傾向にある[3]。

  - 地沸つく[37]
  - 肌立つものもあるが、よく詰むものも同程度ある[3]。
- 刃文
  - 表裏よく揃うのが最大の特徴[3]
    - これを村正刃[5]または千子刃[12]と言う。「千子刃」の名称は慶長年間（1596-1615年）に書かれた『極論集』の写本で既に見ることができる[12]。

  - 大のたれ、大乱れ、ぐの目尖りなどを焼く[20]。
    - 比較的稀だが、直刃（すぐは）、箱乱れ（「ぐの目乱れ」のぐの目の頭が角張る刃文）、皆焼（ひたつら）もある[3]。
    - 兼元のような三本杉も焼くが、兼元と違ってぐの目尖りが三つ相寄る[20]。

  - 刃縁がくっきりとしていかにも斬れそうだという印象を与える[3]。
  - 鋩子は、地蔵になり、返りの深いものが多い[37]。
    - しかし、小丸返りや火炎風のもある[37]。

  - 腰刃を焼き、のたれ箱かかる乱れ、三本杉などがある[20]。

### 村正と正宗の作風上の差異
村正は正宗と全く時代が違う人物であるが、その作は、正宗ら鎌倉時代・南北朝時代の相州物と一見よく似ている。
しかし、高瀬羽皐は『刀剣と歴史』第8号（1911年）で相州物との以下の8つの違いを指摘し、時代だけでなく作風上からも村正の正宗弟子説を否定し、むしろ関物に似ているとして、村正は関鍛冶の兼村門下であるという説を補強した。
1. 村正には目釘穴が2つある。
2. 村正の銘は目釘孔の少し上に切ることが多い。
3. 村正の鍛えは純然な板目ではなく、柾目の交わる特殊な鍛えで、相州の板目とは違う。むしろ関物と似ている。
4. 茎の先が細くなるのも、相州物とは全く似ていない[注釈 2]。
5. 村正の地鉄はいたって精美で、汚い所が一切ない。相州の地鉄とは決して同じではない。
6. 村正は鋩子が反り詰まる点、また弱い地鉄の傾向にある点、沸が穏やかな点は相州物と似ていない。
7. 刀身彫刻・剣形は相州風というより備前風で、京物に見えるものもある[注釈 3]。
8. 村正には刃が駆け出すものがあって、乱れの先が少し尖るような風情があり、これは関伝と全く似ている。

## 評価

### 斬味

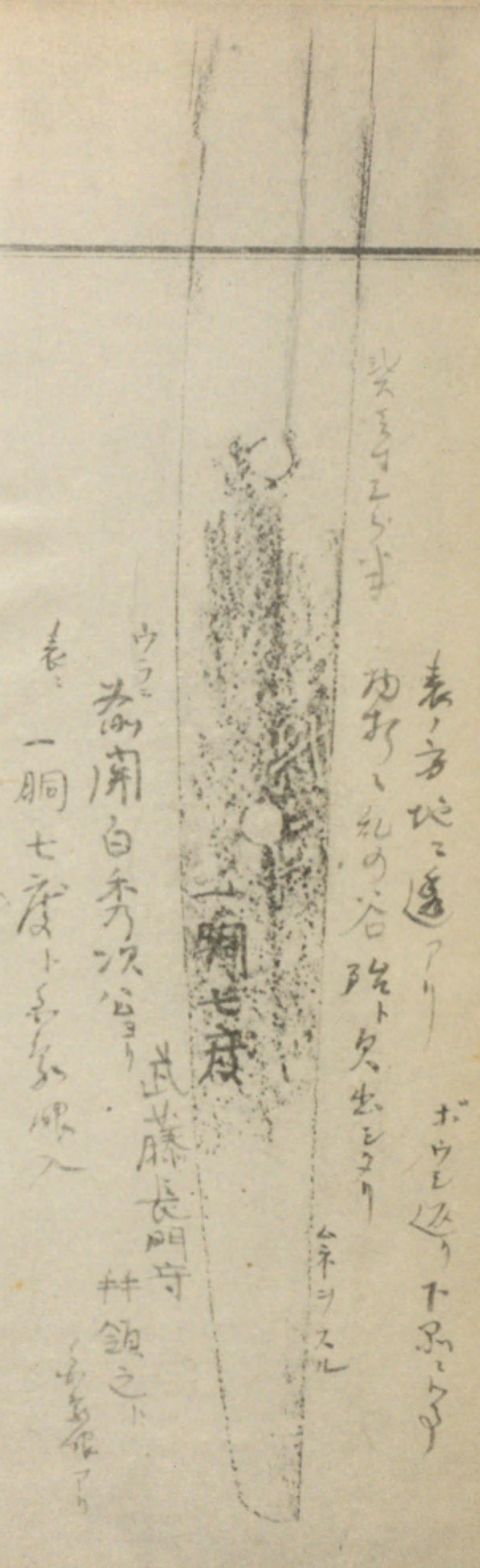
豊臣秀次の愛刀「一胴七度」（『今村押形』第2巻）、「一の胴」での部位の試し斬りを七度成功させた。

村正の武器としての性能は古今無双とされ、「兎に角一般に刄味が良くて」（小泉久雄）、「利刃をもって名高く」「斬味が抜群」（小笠原信夫）で、「その切れ味の良さを買われ、三河武士の愛用するところとなった」（福永酔剣）、「比類ない大物切れで、禁制すべき筋合の刀ではない」（内田疎天）、（鎌倉期の名刀は穏やかな品格を備えているが、それとは逆に）「村正の刀は一見してこの刀は切れると云う鋭さが先に迫って来る」「切って見たいと云う衝動に駆られることは昔の武士なら当然」（田畑徳鴦）等と言われる。
村正には、この刀の前では人体など無いも同然という意味で「空也（くうや）」の号を銀象嵌で施された脇差があり、村正の影響下にあったとされる刀工も、千子正真の酒井忠次愛刀「猪切」（猪を斬り殺した）、文殊正真の本多忠勝愛槍「蜻蛉切」（槍の刃に自分から当たった蜻蛉が真っ二つになった）、坂倉正利の丹羽氏次愛槍「岩突槍」（敵兵を鎧ごと貫いて後ろの岩に突き刺さった）など、半ば伝説めいた鋭さによる号を持つ作品が多い。
村正には、公儀御様御用山田浅右衛門の試し斬りによる位列（最上大業物といった評価）などはなく、これは位列を発表した時には既に妖刀伝説が広まっていて、幕府に遠慮したためと見られている。しかし、妖刀伝説が広まる前の戦国時代には、関白豊臣秀次が自ら試し斬りを行い、「一の胴」の部位での胴体一刀両断の試斬を七回達成したことから、「一胴七度」の截断銘（せつだんめい、刀剣の威力を称賛した銘）が施されている。
「一の胴」とは、江戸時代後期では斬りやすいみぞおちの辺りを指すが、江戸時代前期までは乳頭のやや上、肋骨が多い箇所を指したので、難易度が高い部位だった。
江戸時代を代表する名工水心子正秀の証言では、正秀や弟子の作では「三ツ胴」（斬りやすい部位での胴体三つ重ね両断）ぐらいはかなり容易く斬れるが、「乳割」（秀次の時代での「一の胴」）の部位では斬れたり斬れなかったりして、「乳割」（＝旧「一の胴」）は「三ツ胴」よりも難易度が上なようである（ただし斬り手を庇うためか、「乳割」に使った刀は余り出来が良くなかったようだともしている02
）。
また、幕末の幕府講武所頭取窪田清音は、名工源清麿を見出すなど作刀にも造詣が深かったが、『止戈類纂』の中で、備前長船兼光より斬れ味に優れた刀として、兼元（関の孫六）、永正祐定、村正の三つを挙げている。
小泉久雄海軍大佐（当時）は、『日本刀の近代的研究』（1933年）で、1932年の第一次上海事変での軍刀実用の成果の報告資料を載せている（海軍砲術学校教官工藤中佐の報告による）。これによると、実戦で刀を用いた40人の意見のまとめとして、新村田刀（スウェーデン鋼と和鋼を六対四の比率で用い工業的に作られた安価な軍刀）は最初の一撃の斬れ味は相当良いものの、耐久性がなく、斬れ味がすぐに落ちる上に、曲がりやすいが、一方で、古来の製法で作られた日本刀は耐久性に優れていて、連続使用に耐え得るという。
この中で村正も報告されていて、使用されたのは二尺三寸五分（約71.2cm）の村正の打刀、反り五分（約1.5cm）、制式軍刀拵え。首より肩にかけて2回、腹部刺突2回の計4回使用され、「切レ味豫想以上」（切れ味予想以上）、刀身の故障の項目も、刃こぼれ一つなく「異常ナシ」となっている。
やや伝説のような話では、本阿弥光遜の『刀剣鑑定秘話　第2版』（1942年）によれば、日露戦争直前に、松本という将校が、村正の刀で試し斬りをしてもどうにも切れない、偽物かと思ったがそうでもない、と不思議に思って知人で刀剣研磨の名人本阿弥琳雅（光遜の師）に相談して見ると、研ぎが悪くて鎬が低く丸くなっていた。
そこで琳雅が鎬高に研ぎ直すと、その村正は本来の威力を取り戻して、松本某が戦場に出た時は敵のロシア兵を軍刀ごと斬り裂いたというが、光遜の出版物は日露戦争から40年近くも経っていて信憑性は不明。しかし、話の真偽そのものはともかく、研磨と鑑定の名人である光遜が村正の斬れ味を高く評価していたことは読み取れる。
また、刀工や研磨師・鑑定家が挙げる良く切れる刀の特徴は、村正に合致する。
- 焼き刃が深くない（つまり、刃文が刃先に迫る）刀の方が折れにくくなる[81]（刀工水心子正秀『古今製作　刀剣弁疑巻之下』）
  - 正秀がよく斬れる刀として具体例で挙げているのは関兼元（関の孫六）と初代祐定だが[81]、兼元と村正は兄弟流派で、村正も兼元同様に焼き刃が低いことで有名。
- ガッチリとした平肉の少ない鎬高の刀が良い（本阿弥光遜）[80]
  - 光遜はこういう刀の代表的として村正を挙げ、前記の軍刀斬り村正の逸話を記している[80]。

### 美術的評価
刀剣研究の大家本間薫山は、村正を刀剣美術史的にも室町時代（ここでは応永元年から文禄末まで、つまり1394–1596年）の200年間を代表する刀工の一人であると評価している。
特に、村正の覇気と鋭さを感じられる作風は多くの評論家に賞賛されている。
美術品としての村正を好んだ人物として、伊藤博文は最晩年に刀剣愛好家になったが、世に数ある名刀の中でも村正を好んで蒐集したことが知られている（#春畝村正）。
以下、専門家による美術的評価を挙げる。
- 『三好下野守奥書伝書』（永禄元年（1558年）以降に写）「秋広などに似たり」「左などに似たり」[12]
  - 正宗十哲の一人である左文字に近い美術的評価を与えられている。
- 『極論集』（慶長年間（1596-1615年）写）「（前略）地肌こまやかにすみて、刃はいかにも本の焼き出し細く、先次第に大のたれ乱にて沸あざやくにすぐれて多く、初心より正宗と見る程なるがあり、併し千子刃とておなじなりにうらおもての手を揃え（中略）ほりの姿とぬけていやしく見える也」[12]
  - 江戸時代初期には正宗に近い美術的評価を受けていた。また、刃文を表裏揃える「千子刃」の名称がこの頃からあったことがわかる。一方、重要美術品「妙法村正」などに見られる彫刻はこの頃はあまり評判が良くなかった。
  - 「地肌こまやかにすみて」については、本間薫山は、村正の現存作品は肌が細やかなのより肌立ち気味なのが多いと指摘している[12]。
- 本阿弥光遜『袖珍刀剣研究』（1914年）「此の作は姿最も覇氣ありて物凄く見ゆる心あり、大灣、小灣亂、五の目亂、矢筈亂等多く亂の谷刄先まで拔け出で又は亂の足刄先に駈出し他工に見ざる覇氣あるもの多し」[13]
- 小泉久雄『日本刀の近代的研究』（1933年）「殊更に銘を磨り消したものなどを屡々見るが、本人に對し誠に氣の毒の次第である」「格好や刄文に覇氣がある點から、斯様な惡名を傳へられたものかも知れない」[6]
- 藤代義雄『日本刀工辞典　古刀篇』（1938年）「昔、村正を妖刀扱ひをしたのは、一二の偶然の出来事に演劇、講談等が色々の材料で喧傳したもので有つて「刀に現れた迷信」の一つである、現在では余り問題にしない様であり、寧ろ好者間に鑑賞が厚い」[22]
- 本間薫山『文献に見る村正の年代その他』（1963年）「村正は現存するものと文献の方面から見て室町時代の代表刀工の一人であり、力づよく鋭い作風に魅力を感ずるのが愛刀家一般だろう」[12]
- 田畑徳鴦『三重県刀工・金工銘鑑』（1989年）「村正の刀は一見いかにも切れそうだ…と直感するものがある。鎌倉時代の名刀の作は、美しさと刀そのものの品格の高さを、おだやかに刀身に包んでいる。名刀と云ふものは品格の高さが第一に感ぜられるものであるが、村正の刀は一見してこの刀は切れると云う鋭さが先に迫って来る刀である。そこで切って見たいと云う衝動に駆られることは昔の武士なら当然であろう」[14]

### 代付
代付（しろつけ）とは日本刀の標準評価額のこと。鑑賞目的の骨董品ではなく、兵器たる刀としては、村正は戦国時代で最高級のブランドの一つだった。
古刀（1596年までの刀）の中では、正宗などは「無代」（高すぎて値を付けられない）とされる。それとは逆に村正を含む末古刀期（1461-1596年）の刀は、戦国時代では「現代刀」と見られ、当時としては安価な方だった。しかし、和泉守兼定（二代兼定、之定）はそのような時代でも高価なことで有名で、後世では「千両兼定」と俗に知られている。これは白髪三千丈の類の大袈裟な誇張表現で、現実には江戸初期では15両から20両程度だが、とはいえ和泉守兼定が同時代で群を抜いて高額なことは間違いない。
そして、村正は、最盛期の代で比べればその和泉守兼定と同等かやや上、全ての代を平均して比べると和泉守兼定個人より下、という評価である。
村正は『如手引集』の慶長15年（1610年）の奥書がある写本で既に代付を記されている。ここでは、村正、兼元（関の孫六）、義助、相州広正、三州長吉（平安城長吉の五代目）が金一枚（10両）、和泉守兼定、宇多国宗、藤島（藤島友重）が金二枚（20両）とされていて、村正は兼定らの半額となっている。
注意すべき点は、和泉守兼定（二代兼定）個人と全ての代の村正を比べていることである。
本間薫山は、この代付を一応は尤もとしつつも、宇多国宗と藤島については初代らの評判が引き継がれているだけであって、村正と同時代で比べれば村正と同じぐらいかそれに劣るし、和泉守兼定についても、もし村正の佳作と比べるなら、同額が妥当だろう、としている。
万治4年（1661年）初版、元禄15年（1702年）再刊の刀剣書『古今銘尽』第8巻では、
村正「代金一枚程」（10両）、師の平安城長吉も同じく「代金一枚程」（10両）、之定（和泉守兼定、二代兼定）「代金一枚五両程」（15両）となっている。村正は兼定の2/3の代付と若干低いが、『如手引集』と同じく、村正は全ての代の平均、兼定は二代目個人の比較となっている。
当時、刀剣界では戦乱の需要に応えて数打物という安物の粗製乱造品も世に出回っていたが、村正は数打物を打たなかったため、一種の品質保証があった（「桑名打」という桑名産の贋作の数打物があるが、それは村正の作ではなく、村正から数百年後の幕末・明治に、古刀写しの名人三品広房らが打ったものである）。
村正の各代ごとの評価の違いでは、藤代義雄が名工とその作を上から「最上作」「上々作」「上作」「中上作」「中作」に分けた位列では、大永（1521-1528年）の村正が末古刀最上作で最も高く、永正（1504-1521）の村正は末古刀上々作、弘治（1555-1558年）の村正は末古刀中上作である。
1969年版『刀剣要覧』の標準価格表では、文亀（1501-1504年）の頃の代の村正が500万円、大永（1521-1528年）450万円、天文（1532-1555年）350万円、天正（1573-1593年）200万円と、1530年を境に評価額が低くなっている。
比較として同じ末古刀の代表的刀工を見ると、右京亮勝光500万円、二代兼定（和泉守兼定、之定）450万、与三左衛門尉祐定450万円、孫六兼元（いわゆる関の孫六）400万円、平安城長吉（初代）400万円である。
文亀の代の村正と大永の代の村正については、和泉守兼定と同じかそれより若干高額に評価されていることになる。

## 主な作品

### 妙法村正
右衛門尉村正（文亀・永正頃（1501–1521年頃）の代の村正）作の打刀。村正の作で最も有名なものの一つ。永正10年10月13日（ユリウス暦1513年11月10日）作。「妙法蓮華経」の題目や倶利伽羅彫刻が彫られ、作刀日は月日が日蓮入滅日と同一、右衛門尉村正の日蓮宗への深い帰依を示す。佐賀藩初代藩主鍋島勝茂の愛刀。昭和17年（1942年）、12月16日重要美術品認定。

### 村正御大小
徳川美術館によれば、徳川家康は村正の愛好家の一人であり、家康が村正を忌避したというのは後世の創作である。
事実、家康は打刀と脇差の二振りの村正を所蔵し、2017年時点でも、打刀は尾張徳川家に伝わっている。
なお、家康は優れた政治家なだけではなく、戦国時代きっての剣豪の一人でもあり、晩年には剣聖塚原卜伝の高弟である松岡兵庫助則方から奥義「一の太刀」を伝授されている。
打刀の方は、刀〈銘　村正／〉、68.80 cm、反り1.80 cm、徳川美術館蔵。
カラー写真 『特別企画展「村正　―伊勢桑名の刀工―」』所載。
一度は潰し物となるはずだったのにそうはならず（後述）、「廃棄し難き優刀」と謳われ、日本刀研究の泰斗である本間薫山も「出来面白シ」と評した村正の傑作である。
皆焼（ひたつら）と呼ばれる刃文の形式で、焼き入れが刃全体に及び、文様が一面に乱れ飛ぶため、華やかな印象になる。
皆焼刃は村正に極めて珍しく、他には短刀「群千鳥」や短刀「夢告」など数えるほどしか現存しない（#特殊な号や銘を持つ作）。
村正の皆焼は特に「匂い皆焼」に分類され、他に島田派や末関物、末相州が得意とし、実際村正はこれらの流派と交流があった（#合作刀）。
打刀の製作年代について、本間勲山の鑑定結果では文亀（1501-1504年）または元亀（1570-1573年）とされ、これは二人の職員が勲山から聞いたので、どちらかの職員が聞き間違いをしたもので、どちらが真実なのかは不明。
小泉久雄は永正（1504-1521年）とし、稲垣善次は文亀元年（1501年）の代の村正の前にもう一世代あって、応仁・文明年間（まとめると1467–1487年）頃に桑名に移住してきた代の村正の作ではないかとする。
脇差の方は、尾張徳川家第19代当主徳川義親の代に、徳川美術館および徳川生物学研究所の資金を得るために、大正10年（1921年）11月17日に「尾張徳川家御蔵品第二回売立」で売却された。
その時の挿図は原史彦の論文に所載。
家康の遺産目録である、尾張徳川家本『駿府御分物御道具帳』「駿府御分物之内御太刀御腰物御脇指御長刀御鎗帳」（以下「御腰物之帳」と略）は406振もの刀剣を記している。
「御腰物之帳」では、村正は、打刀が「下御腰物」99振の78番目と、脇差が「下大脇指」21振の15番目に記載されていて、少なくとも2振が尾張徳川家に渡ったことがわかるが、実際は帳にない刀剣も尾張徳川家に現存しているので、それ以上の村正が渡った可能性はゼロではない。
これらの刀剣は、家康が没して2年後の元和4年（1618年）11月1日に、尾張藩士の立会・検分の後、駿府城で尾張徳川家に引き渡され、名古屋城天守内で保管された。
実際に家康が存命中にこの打刀と脇差を大小一揃いで佩用したのかは確実ではないが、
少なくとも、延享年間（1744–1748年）に作成された尾張家の刀剣保存記録『御天守御腰物元帳』では、「三番御長持」に保管される刀剣として、「村正御大小（むらまさおだいしょう）」と、神祖家康の一揃いの御物として扱われている。
なお、この元帳では、この村正は「潰物ニ成筈」「右三番御長持御道具疵物ニ而御用ニ難相立候」、つまり、
疵があるので御用（贈答や佩刀）の役に立たない、潰し物にして廃棄すべき刀剣だ、と記されている。
今ある村正の打刀は一見健全に見えるため、2013年の時点では、「家康の死後に広がった村正の妖刀伝説をはばかって（廃棄と）記したのではないか」と推測されていた。
しかし、その後改めて検分してみると、打刀の表の小鎬筋から棟に沿い疵をならして修復した形跡があり、実際に疵物だったのが事実であることが判明している（尾張徳川家に来た当時から疵があったのか、それとも後から疵を生じたのか等は不明）。
当時は、村正の打刀と脇差で一揃いと見なされていたので、一方にでも疵があれば「御用」の役に立たないと思われたのである。
あくまで現実的な判断の下であって、言い換えれば、妖刀伝説の風評被害の影響は1740年代にはまだ尾張徳川家には及んでいなかったことになる。
一度は潰し物と判じられた村正の打刀と脇差だが、神祖家康自身の遺産というのが重視されたためか、修復を受け、江戸時代を通じて保存された。
村正は実戦刀であって刀の格といったものは本来あまり高くなく、尾張徳川家に引き渡された時点では「下」に位されているが、保管中に評価が上がったらしく、明治5年（1872年）1月の刀剣目録『御腰物台帳』では、この二振りは仁義礼智人の五段階の格付けうち、ちょうど中位の「礼」格で記載されている。ここで、村正は潰し物にはせずに、道具、佩用、手当（家臣への恩賞用）などの用途に活用されることが決定された。

### 一胴七度
一胴七度（いちのどうしちど）は、村正の作になる打刀で、関白豊臣秀次（豊臣秀吉の甥）の愛刀と伝わる。今村長賀『今村押形』所載。
秀次自らがこの村正を振るい、難度の高い「一の胴」の部位（江戸時代後期の「乳割」の部位）での人体一刀両断の試し斬りを七回も成功させたことから、表に金象嵌で「一胴七度」の銘が施された。
秀次切腹後、執政の武藤長門守（秀次の側室おさなの方の父）が拝領したので、秀次を偲んだ長門守によって裏に所持銘「前關白秀次公ヨリ武藤長門守拜領之」（前関白秀次公より武藤長門守、これを拝領す）が金象嵌で施された。

### 匕首腰間鳴
西郷隆盛もまた、「匕首腰間鳴（ひしゅようかんになる）」で始まる五言絶句の漢詩が刻まれた、村正の鉄扇造りの短刀を愛刀としていた。
この短刀は、西郷の三男（後妻・糸子の次男）である午次郎に伝わったもので、本阿弥光遜が大正5年（1916年）に西郷の遺愛刀を調査したときに発見されたものである（『南洲遺愛刀台帳』、大正5年（1916年））。
西郷隆盛は村正の大小（打刀と短刀）を所持していたが、打刀の方は幕末に流行った偽村正だった。
短刀は本物で、本阿弥光遜の目利きでは、村正の中でも傑作の部類に入るという。約七寸（約21.2 cm）、諸刃作りで棟の方でも斬れるようになっていて、刃文はぐの目乱れで鋒から折り返して棟側もそのままハバキもとまで続いている。
この村正は鉄扇造り、つまり仕込み杖ならぬ「仕込み鉄扇」になっていて、
光遜が聞いた話では、若き日の西郷隆盛は常にこの村正を懐中していたという。
鉄扇には、親骨の一つに「匕首腰間鳴蕭々北風起󠄁」、もう一つに「平生壯士心可以照寒水」と計二行で刻まれていた（短刀および鉄扇親骨の押形は『日本刀大百科事典』所載）。
字は、藤田東湖に揮毫して貰ったものである（西郷は安政元年（1854年）に東湖を訪ね師と仰いでいる）。
詩そのものは、明代の李攀竜（1514–1570年）の漢詩集『滄溟集』にある五言絶句である。
| 渡易水赠伯承（易水を渡り伯承（李先芳）に贈る） |                                                  |                                        |
| 原文                                           | 書き下し文                                       | 通釈                                   |
| 匕首腰間鳴                                     | 匕首（ひしゅ）腰間（ようかん）に鳴り             | 匕首（暗殺用の短刀）が腰の傍らで鳴り、 |
| 蕭蕭北風起󠄁                                     | 蕭々（しょうしょう）として北風（ほくふう）起こる | 物寂しく北風が吹き起こる。             |
| 平生壯士心                                     | 平生（へいぜい）壮士の心                         | だが、壮士の平常心は、                 |
| 可以照寒水                                     | 以（もっ）て寒水を照らすべし                     | 凍える川すらも照らすことができる。     |

これはさらに元を辿れば、秦始皇帝に立ち向かった古代中国の義侠荊軻が自らの決死の意気込みを詠んだ詩が原典になっており、江戸幕府に立ち向かう西郷隆盛が荊軻に自らをなぞらえて、自分の持つ村正の短刀を、荊軻が始皇帝暗殺未遂事件に使用した地図仕込みの匕首（ひしゅ、古代中国の暗殺用の短刀）に見立てたものである。
光遜は元々、幕末の志士が村正を愛用したなどというのも妖刀伝説の一つに過ぎず、後世の付会だろうと疑っていた。
しかし、本刀を見て、「矢張り流石に豪いものだ」、ここまでの執念がなければ大業は成せないのだ、と感銘を受けたという。

### 春畝村正
「伊勢国、千子、村正、初代、脇差　一尺二寸三分／同、二代、刀、　二尺二寸六分／拵脇差朱鞘白柄角縁頭目貫金無垢牡丹に山鳥雌雄、石黒政秀在銘／刀朱鞘白柄縁頭帯取鐺銀台八雲形に金秋草の色絵、御用信盧在銘、目貫金台農婦樵夫育児の図、銀素赤色絵、寿長在銘」は、初代内閣総理大臣伊藤博文（春畝公）の最晩年の愛刀。
伊藤は元々、名士としてそれなりに刀剣を所有してはいたものの、そこまで愛好家という訳ではなかったが、明治40年（1907年）夏、韓国から帰国後（伊藤は当時韓国統監）に、政財界のフィクサーで愛刀家だった杉山茂丸（作家・夢野久作の父）に刀剣趣味を触発されて、死までの2年間に天下の名刀を多く蒐集していた。
伊藤が刀に目覚めたというので、本阿弥琳雅らがこぞって名刀を持って押しかけたため、2年しかなかったにもかかわらず、伊藤の刀剣趣味は著しく向上した。秘書官の古谷久綱によれば、伊藤は特に日本刀の歴史的側面に興味を持っていて、「一本の刀も無限の歴史を語る」と古谷に話したことがあるという。
伊藤がこの村正の大小を入手した経緯もやはり刀友の杉山である。
元々、杉山茂丸は村正の傑作を入手しようとしていて、96振りもの村正を見てきたのだが、どれも贋作か後代の村正で、杉山の満足できる出来ではなかった。
そこに本阿弥琳雅が古青江の名刀を売りつけに来たので、断る口実で、村正の上作なら買う、と言った。
はたして琳雅は四、五日後に村正の中でも最高傑作とされる大小を持ってきたが、このとき琳雅が提示した価格を、杉山は有名作家の父らしく「黄金（こがね）を杉の嶺　鞍馬天狗の鼻の息　嵐の山と吹き荒（すさ）み飛び立つ程の好もしさも　愛宕高尾に攀（よ）じ登る路尽き果てて」と表現している。
杉山は代金後払いで村正を手に入れたが、支払おうにも資金が足りず、桂太郎侯爵（後に公爵）に当の村正を質に入れて借金をし、琳雅に代金を支払ったが、なかなか資金を調達できる目途は立たなかった。その頃、桂の妻やその他の身内に病人が出て、誰かが妖刀村正のせいだというと、家中の皆が村正のせいだと文句を言い始めたので、桂本人は伝説を信じていなかったが、困り果てて、杉山に村正はとりあえず返すから速く借金を返済しろと催促している。後に、杉山は橋本雅邦の絵を代価として借金を支払った。
ある時、杉山が元の持ち主（某侯爵）のさらに前の持ち主である浅野某を訪ねて由来を聞くと、この村正の由緒書には、 天明4年（1784年）に佐野政言が若年寄・田沼意知を斬り捨てて「世直し大明神」と世間でもてはやされた時、政言の差料は一竿子忠綱ではなく実はこの村正だったとか、享和3年（1803年）に刀工・水心子正秀がこの村正の写しを作ったことがあるとか、他にも色々と信じ難いことが書かれていたという。
明治40年（1907年）の暮、杉山が友人と酒を飲みながら、この村正を鑑賞していると、突然伊藤博文が現れた。驚く周囲を押し留め、村正を観ると、ため息をついて、
「これは珍しい名刀だ。余の最近の刀剣熱はみな知っているだろうが、この刀こそ余が日頃から求めていた村正である。この刀を持ち帰って老後座右の楽しみの備えにしたいから、譲ってはくれぬだろうか」と杉山に頼み込んだ。この刀に相応しい人が持つならば、と杉山は一も二もなく了解した。
伊藤は杉山に礼として薫書、大幅、そして1,500金もの大量の金子を贈ったが、杉山は金子を頑として受け取らなかったので、伊藤は金子を自分の護衛たちに気前よく分け与えた。
伊藤は、公務で日韓を行き来する時も常に村正を携行し（ただし帯用していたのは軍刀拵の備前三郎国宗）、杉山が韓国での伊藤の身を案じて手紙を送ると、伊藤は村正の刀が護る身だから大丈夫だと返答してきた。
明治42年（1909年）10月26日、伊藤はハルビン駅で暗殺された（伊藤博文暗殺事件）。ハルビン訪問時に持参していたのは、村正ではなく当麻国行の短刀と来国次の短刀、和泉守兼定の仕込み杖（通称春畝兼定）だった。
杉山は、愛刀の朱鞘の村正さえあれば結果は違ったかもしれないのに無念だ、としている。
遺品の刀で、古谷久綱が特に上作としたものは28振あり、村正3振り（短刀、刀（拵付）、脇差（拵付））、豊後国行平の太刀2振り、備前三郎国宗の刀（韓国統監在任中に軍刀拵で差料としていたもの）、当麻国行の短刀（ハルビン訪問時携帯）、来国次の短刀（同じくハルビン訪問時携帯）、行光（古備前）、備前順慶長光、備前左近将監長光、則重、国綱の太刀（特に激賞して千金で買い求めた）、安綱、来国光、正宗、貞宗等々があった（ハルビンで使用した仕込み杖の兼定、いわゆる春畝兼定は何故か上記の「上物」リストに入っていない）。
同銘で3振所持したのは村正（初代と二代）のみ、2振も豊後国行平、長光（順慶と左近将監）のみで、しかも杉山に頼み込んだ村正の大小以外にも、さらに自分で短刀1振りを購入した（村正は特に短刀の名手）ことがわかり、いかに伊藤が村正に傾倒していたかが読み取れる。

### 所持者が有名な作
刀〈銘　村正／高坂弾正忠所持〉
福田勲蔵。銘では武田四天王高坂弾正（春日虎綱）の所持物と称する。事実かどうかは不明。押形『伊勢の刀工』所載。
短刀〈銘　村正／（棟銘・朱銘　木村長門守帯之）〉
八寸六分五厘。重要刀剣。銘では豊臣氏の武将木村重成の佩刀と称する。事実かどうかは不明。本阿弥光遜が木村長門守所持銘は偽銘が多いことを指摘している。押形『三重県刀工・金工銘鑑』所載。
刀〈銘　村正／〉
62.30 cm、反り1.70cm、 刀剣博物館蔵（高松宮家旧蔵）。東征大総督有栖川宮熾仁親王の所持品であり、確定ではないものの、戊辰戦争（1868–1869年）の時に佩用していたのではないかと推測されている。カラー写真 『特別企画展「村正　―伊勢桑名の刀工―」』所載。
刀〈銘　勢州桑名住村正／〉
66.90 cm、反り2.10 cm、東京国立博物館蔵（高松宮家旧蔵）。表に腰樋と梵字。前記の熾仁親王佩刀の村正以外にも、高松宮家は村正をもう一振り所持していた。カラー写真 『特別企画展「村正　―伊勢桑名の刀工―」』所載、また、本項に掲載されているカラー写真がこの村正である（ ウィキメディア・コモンズには、刀〈銘　勢州桑名住村正／〉に関するメディアがあります。）。
短刀〈銘　村正／〉

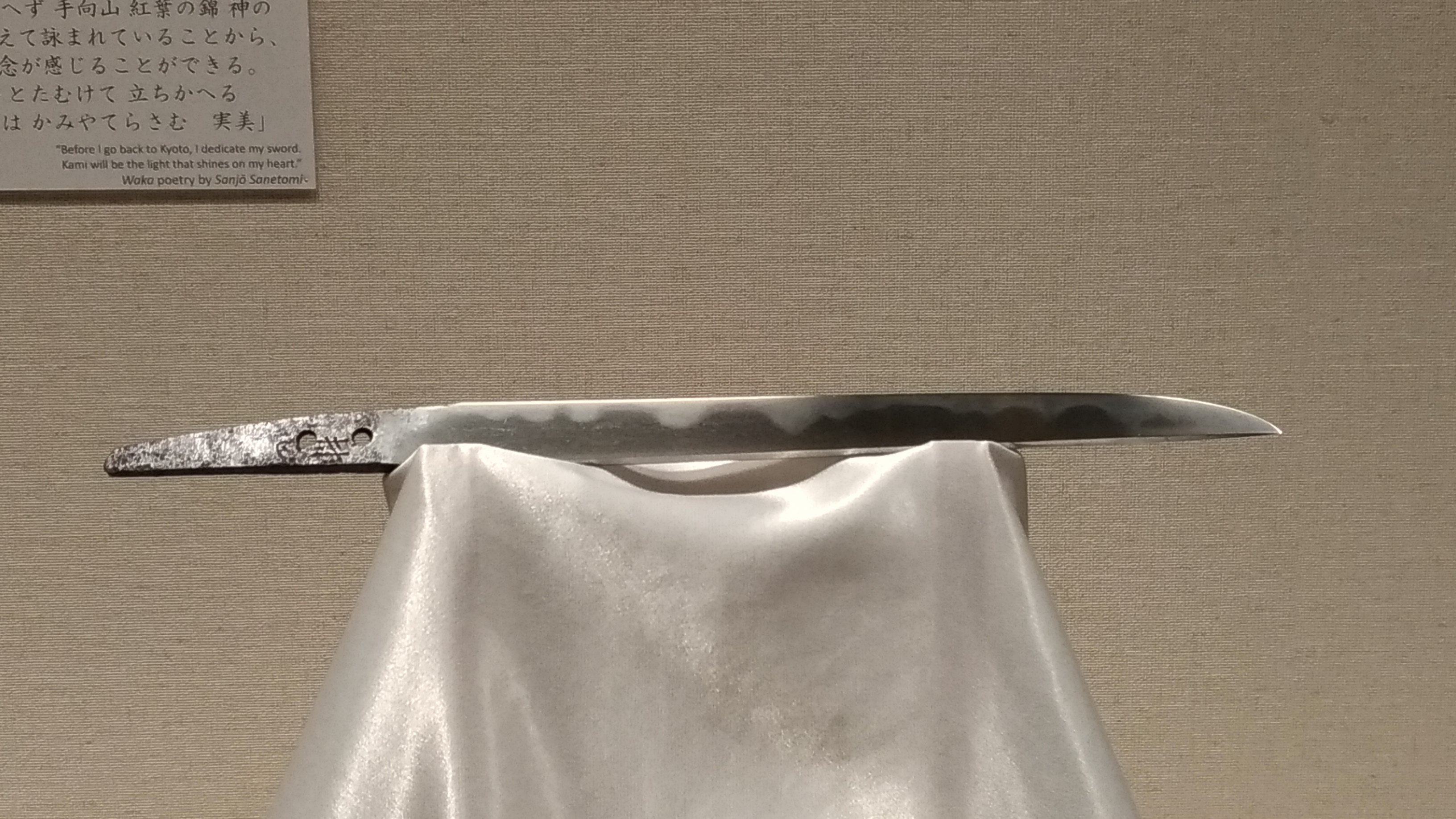
三条実美が奉納した短刀

七寸七分、太宰府天満宮蔵。三条実美の佩刀。天満宮の祭神である菅原道真は、生前、御幣の代わりに錦のように美しい紅葉を神に奉納した和歌「此の度は　ぬさも取りあへず　手向山／紅葉の錦　神のまにまに」（『古今集』『小倉百人一首』）と詠んだ。実美はこれを本歌取りして、「剣たち　幣と手向けて　立かへる／心のうちは　神やてらさむ」と詠み、幕府打倒を祈願して紅葉の錦の代わりに村正の短刀とこの和歌を天神道真に奉納した。押形『刀剣美術』第52号所載。
刀〈銘　村正／〉
九寸八分（約29.69 cm）、村正銘だが正重に似た短刀。明治31年（1898年）6月に九鬼総長（九鬼隆一男爵、哲学者九鬼周造の父）から今村長賀の元に来た。押形『今村押形』第2巻26丁ウ所載。

### 特殊な号や銘を持つ作
群千鳥（むらちどり）
短刀〈銘　村正／（号　群千鳥）〉、山形県鶴岡市致道館蔵。重要刀剣。号の「群千鳥（むらちどり）」は、美しい皆焼（ひたつら）の刃文が、千鳥が群れを為して飛ぶ様に見えることから付けられたもの。
千代万年（せんだいまんねん、ちよよろずとせ）
短刀〈銘　村正／千代万年〉、山形県鶴岡市致道館蔵。重要刀剣。村正にしては珍しく焼き刃が高く、白眉と言われる逸品。
空也（くうや）
脇差〈銘　村正／銀象嵌銘　空也〉、一尺三寸二分。裏の銀象嵌銘の「空也（くうや）」とは、二代兼定「人間無骨」（森長可愛槍）と同じく、人の骨肉など、この村正の前では実体もなく空（くう）に等しい、と、所持者が斬味を礼賛したもの。押形『三重県刀工・金工銘鑑』所載。
夢告（むこく）
短刀〈銘　村正／金短冊銘　夢告〉、八寸一分五厘、個人蔵。重要刀剣。村正には珍しく皆焼（ひたつら）の刃文。夢告（むこく）とは仏教用語で、夢の中に神仏が現れて直接的な指示を授かること。押形『三重県刀工・金工銘鑑』、モノクロ写真『伊勢の刀工』所載。
素盞鳥命（すさのおのみこと）
短刀〈銘　村正／〉、九寸九分九厘、内藤一秋（愛知県幸田町）蔵。刀身裏に三鈷剣の鉾旗、その中に「素盞鳥命」と掘る。素盞鳥命は、天照大神の弟の素盞嗚命の異字。ここでは、スサノオそのものというよりも、特にスサノオと同一視される牛頭天王に祈願したものである（祇園信仰）。押形『三重県刀工・金工銘鑑』所載。
梵天（ぼんてん）
刀〈銘　勢州桑名住村正作／銀象嵌銘　梵天〉、立波日郎蔵。梵天信仰による作刀。モノクロ写真『伊勢の刀工』所載。
百書千祈日仁（ひゃくしょせんきにちじん）
刀〈無銘（村正）／銘　百書千祈日仁〉、堀九市蔵。日蓮宗高僧の日仁と関係があるかは不明。モノクロ写真『伊勢の刀工』所載。
八幡大菩薩（はちまんだいぼさつ）
短刀〈銘　村正／〉、坂田義則蔵。表に梵字・蓮華・鍬形・素剣、裏に梵字・蓮華・鍬形・「八幡大菩薩」字の彫。八幡信仰の剣。モノクロ写真『伊勢の刀工』所載。

### 合作刀
関鍛冶の元締めの一人の関兼永、タナゴ腹の採用など村正と作風が近い島田派の代表的刀工島田助宗、末相州（小田原相州）の俊次、そして当時の京を代表する名工で槍や彫物を得意した平安城長吉などとの合作刀が現存し、これらの技術的交流関係は村正の作風とほぼ一致する。
短刀〈銘　勢州桑名住村正／以合鍛正重作〉
以合鍛とは合作という意味。師弟かつ伊勢を代表する二大巨匠の千子村正と千子正重による合作刀。押形『三重県刀工・金工銘鑑』所載（『首斬浅右衛門刀剣押形』下巻179頁からの転載）。
短刀〈銘　村正／＃　助宗〉
八寸四分。裏銘の「＃」字は、技術的制約から本項ではこの字を用いたが、正しくは縦方向も横方向もそれぞれ二本から三本にした字。島田助宗との合作刀で、はげしく金筋・稲妻が見事にかかる傑作。助宗は「島田五鍛冶」の一つに数えられる島田派の重鎮だが、村正の方が表銘に来て上位として扱われている。押形『三重県刀工・金工銘鑑』所載（柴田刀店発行『麗』からの転載）。
刀〈銘　村正　俊次　俊廣／〉
二尺三寸一分五厘。相州住俊次と俊広との合作。俊次は小田原に住んでいた島田派系末相州（小田原相州）の刀工で、享禄（1528-1532年）または永禄（1558-1570年）ごろの人。俊広は不明だが、俊次の弟か。押形『三重県刀工・金工銘鑑』所載（『日本刀随感』からの転載）。
刀〈銘　村正　俊次　俊廣／〉
二尺四寸二分。重要刀剣（1975年7月1日指定）。同じく俊次らとの合作刀。押形『三重県刀工・金工銘鑑』所載。
短刀〈銘　兼永／打関村正〉
大阪府長野市某家蔵。村正が関を訪ねて関兼永と合作し、兼永の鍛えに焼入れは村正が施した例。ここでは村正が下位の立場になっている。大和国から来た手掻派の初代兼永（包永）は一説に美濃伝関鍛冶の始祖とされ（『元亀本』）、関に春日神社を勧請した人物で、その子孫の何代目かの兼永も文明年間（1469-1487年）に春日神社へ能舞台を寄進するほどの有力者だった。村正は関鍛冶出身だから、流祖の家系である兼永に対して当然下位になる訳である。押形『三重県刀工・金工銘鑑』所載。
刀〈銘　平安城長吉／正真〉
二尺三寸五分。京の名工平安城長吉と村正の高弟の正真が打ったもので、長吉が上位の立場となっている。長吉と千子派に技術的交流があったとする古来からの説を立証する。押形『三重県刀工・金工銘鑑』所載（『光山押形』31頁からの転載）。

### 史料的価値が高い作
津藩藤堂家の村正
石亭山人（石谷富次郎）が津藩藤堂家蔵刀の手入れの手伝いに行った時、二尺二、三寸ほどの村正の刀があって、応永（1394-1428年）の年号が切られていた。もし現物か押形が現存していれば、初代村正を1400年代前半とする説の物証になっていた。しかし、押形を取られる前に1923年の関東大震災で焼失し、真相は闇の中に消えた。
短刀〈銘　右衛門尉村正作之／文亀元年八月日〉
刃長八寸六分、岸本貫之助蔵、後に江原正一郎蔵。年紀が切られている村正としては現存最古、この作によって村正の活動期を文亀元年（1501年）まで遡ることができる。モノクロ写真『伊勢の刀工』所載。
刀〈銘　勢州桑名住右衛門尉藤原村正作／文亀元年九月吉日〉
二尺八分五厘、向井英太郎蔵。打刀としては、年紀入りの村正で現存最古。向井英太郎は亀山警察署長や神宮徴古館主事などを歴任した人物。押形『三重県刀工・金工銘鑑』所載。
刀〈銘　勢州桑名住右衛門尉藤原村正／文亀元年拾月日〉
二尺三寸四分、佐藤良信（山形県）蔵。重要刀剣。年紀入りとしては三つ目に古い村正。押形『三重県刀工・金工銘鑑』所載。
脇差〈銘　勢州桑名住東方村正／〉
一尺二寸。住所を東方（桑名市大字東方）と指定した珍しい村正で、出来も良い。押形『三重県刀工・金工銘鑑』所載。
指定名称「太刀　銘　勢州桑名郡益田庄藤原朝臣村正作　天文十二年五月 附 四弁花繋文錦包糸巻太刀拵」
桑名宗社蔵。 三重県指定有形文化財（2016年2月3日指定）。桑名神社・中臣神社。天文12年（1543年）の作で、2振りの太刀が同時に指定されている。1振りは75.9cm、佩表鎬地に「春日大明神」。もう1振りは75.8cm、「三崎大明神」。どちらも反り3.0cmで、鎬造、庵棟、目釘孔1個。茎（なかご）の銘はどちらも「勢州桑名郡益田庄藤原朝臣村正作／天文十二天＜癸卯＞五月日」。漆が塗布されているが、第二次世界大戦時の疎開のためだという。
指定名称「太刀　剣　銘　勢州桑名藤原朝臣村正作　天文二十二年九月」
神館神社蔵（桑名市博物館保管）。三重県指定有形文化財（2016年2月3日指定）。太刀と剣の同時指定で、太刀は60.5 cm、剣は39.1 cm。太刀は〈勢州桑名藤原朝臣村正作／天文廿二年九月吉日〉の銘、剣は〈勢州桑名／藤原朝臣／村正作／天文廿二年九月吉日〉の銘、どちらも「神立」（＝神館）の彫物がある。天文22年（1553年）の作で、太刀も剣も村正では珍しく、刀工がこれらを同時に寄進するのも文化史的に貴重な例。村正は神館神社の氏子だったという説もある。
脇差〈銘　勢州桑名住村正／慶長五子八月〉
一尺一寸七分五厘、金丸吉生蔵。慶長5年（1600年）の作で、伊勢の旧家金丸家から1982年12月に新発見され田畑徳鴦が報告したもので、慶長年間にも村正がいたことが初めて実証された。金丸吉生は百五銀行頭取などを歴任した人物。押形『三重県刀工・金工銘鑑』所載。
刀〈銘　村正／寛文元年辛丑八月吉日〉
62.5cm。焼身。寛文元年（1661年）の作。刀身表に梵字とゴマバシ樋、裏に梵字、剣、蓮花台の彫り物。太平洋戦争末期の1945年7月17日、B29による空襲で桑名宗社が被害を受けた時、松本正利が焼身となった宝刀の束から発見したもので、村正の現存作としては最も時代が下るものの一つ。妖刀伝説の風評被害を避けるために村正は江戸時代に正重に改名したという説があるが、この村正は同時期の正重と作風が全く違うので、村正改名説を否定する物証でもある。
寛文8年紀の村正
押形や詳細は掲載されていないが、田畑徳鴦の刀友が「寛文八年戊申」（1668年）の銘がある村正を持っているという。

### 創作上の村正
織田長孝の槍
偽書『三河後風土記』で、関ヶ原の戦いで東軍の織田長孝が使用した村正の槍で、西軍の猛将戸田勝成の頭蓋を兜ごと貫いた。出来栄えを見ようとした家康が指を切って血を流したので、過去の不幸もあり、御三代不吉として村正の所有は禁止になった（という創作）。この逸話が村正の妖刀説の根拠とされるため、ある意味で「史上初の妖刀村正」である（刀ではなく槍だが）。詳細は#『三河後風土記』。
籠釣瓶（かごつるべ）
幕末から明治の創作物で、佐野次郎左衛門が吉原遊廓で百人を斬るのに用いたとされる村正。籠釣瓶とは、籠で出来た釣瓶は水が漏れて溜まらないことから、水もたまらぬ斬れ味という一種の洒落で、創作ではなく実在の刀でも柳生連也愛刀の肥後守泰光などがこの銘を持つ。詳細は#吉原百人斬伝説。

## 妖刀村正伝説

### 概要
村正は妖刀として広く知られている。たとえば、
- 徳川家に仇をなす妖刀：徳川家康自身、祖父、父、息子が、村正によって被害を受けたので、徳川家に禁止された。
- 広く一般に祟る妖刀：持ち主やその周辺に災いをもたらす。人を殺すまで止まらない。

等の説が江戸時代から既に語り継がれてきた。
現実には、家康自身が二振りの村正を子孫に残し、譜代の重臣も村正や村正から影響を受けた刀工の武器を使用するなど、村正は三河武士に愛好された武器だった。
家康自身やその家族が血を流した、などという話も、比較的信頼のおける史料があるのは、祖父清康が村正で家臣に殺された一件だけで、他は著者不明の書や偽書、あるいは死後100年以上後に書かれた書籍に登場する。祖父の殺害に用いられたのが村正だったのも、当時家臣には千子派（村正一派）の武器が普及していたのだから、特に不思議な話ではない。まして家康が村正を禁じたなどというのは根拠の無い俗説である。
しかし、正保年間（1645-1648年）以降に書かれた偽書『三河後風土記』で、村正の作は徳川三代不吉の刀槍、直臣陪臣に至るまで皆所有を禁止とされてしまう。この説が100年かけて1700年代後半までにはかなり広まり、徳川家以外にも災いをもたらす刀だとか、実は四代不吉の刀であるとか、噂に尾ひれがついていく。1800年代になると、幕府の正史『御実紀』の附録に妖刀村正伝説が収録されるなど、権威も付けられていった。
根拠が無いにもかかわらず、一体なぜこれほどまでに妖刀伝説が広まったのかについては、以下の説がある。
- 村正の桑名と家康の三河は、地理的に近く、三河武士に普及していたため。
  - 桑名（三重県桑名市）から七里の渡しで尾張（愛知県西部）に渡って陸路ですぐが三河（愛知県東部）である。前述の通り、村正は三河武士によく使われていたから、説話そのものの真偽はともかくも、周辺の説話にしばしば登場するのは不思議ではない。1934年に冶金学者岩崎航介が既にこの説を唱えており[82]、その後も複数の研究者に追認されている[23][9][3]。
- 悪い剣相とされたから。江戸時代には「剣相」といって刀の見た目から吉凶を占う迷信があり、村正は悪しき剣相を持つ刀として妄説の標的にされた[82][23][3]。
- 権威のある書物に妖刀伝説が掲載されたから。
  - 江戸中期の南町奉行根岸鎮衛はその随筆で妖刀伝説の正しさの根拠に『三河後風土記』などを挙げている[25]。この書は本来は偽書であるのに、根岸の随筆の数年後には講談師が辻で軽々しく読むのを禁じられるほど、当時は権威がある書物とみなされていた[126]。
- 村正の作の覇気のこもる外観も、妖刀伝説に説得力を与えた[6]。
- 一般に人間は他人の良い噂よりも悪い噂を好む[3]。
- 徳川幕府からの「黙認」があった[93]。
  - 本来ならば、神である東照大権現家康とその親族が血を流した、などという話は幕府の検閲の対象となっても良さそうなものである。2017年に、原史彦は「実証的な見解にはほど遠い」「事実経過を踏まえた上での一つの仮説呈示」としつつ、家康の長子の信康切腹事件が家康主導だったという汚点を覆い隠すために、信康切腹が（家康のせいではなく）村正の祟りのせいだという妖刀伝説の噂が広まるのを、幕府は積極的に支援する訳ではないが、検閲はしないという形で、あえて黙認したのではないか、という新説を唱えた[93]。原は、2020年の『読売新聞』の取材に対して、江戸幕府第8代将軍徳川吉宗やその周辺の関与があったとする推測を述べている。家康の神格化とそれに仕えた三河武士団の忠義を強調するうえで、信康事件は都合が悪いため、村正のせいにしたのではないかという理由である。家康が村正の廃棄を命じたと記す『落穂集』が吉宗治世の享保年間に刊行されたことが妖刀伝説の流布に大きな役割を果たしたとみる。江戸時代の泰平による需要減と妖刀伝説による風評被害で、江戸時代中期には桑名での作刀は絶えるに至った[127]。

妖刀伝説普及の過程で、家康と戦った真田信繁（俗に幸村）、幕府転覆を図った由井正雪、吉原で遊女を斬殺した（後に百人斬りと誇張された）佐野次郎左衛門、江戸城で殺傷事件を起こした松平外記など有名人も根拠なく村正の所有者とされるようになる。
こうした結果、妖刀伝説はただの噂から倒幕の象徴の一つと化し、西郷隆盛や有栖川宮熾仁親王、三条実美などが実際に所持していた。
一方で、文化的な影響も大きく、幕末から明治初期にかけて歌舞伎『八幡祭小望月賑』『籠釣瓶花街酔醒』、浮世絵『英名二十八衆句』の一枚「佐野次郎左衛門」など、妖刀村正を題材にした傑作も生まれるようになった。

### 妖刀村正伝説一覧
以下、村正にまつわる有名な伝説を、典拠のおおよその成立年の順序で示す。
| 和暦       | 西暦     | 事実の内容                                                                                             | 典拠                                                |
| ---------- | -------- | --- | --------------------------------------------------- |
| 元和2      | 1616     | 徳川家康死去。自らが所持する二振りの村正を家宝として子孫に残す。                                       | 『駿府御分物御道具帳』 2013年現在の尾張徳川家伝来品 |
| 和暦       | 西暦     | 伝説の内容                                                                                             | 典拠                                                |
| 寛永3      | 1626     | 家康の祖父清康は、自らの家臣阿部弥七郎（阿部正豊）に村正の刀で殺された。                               | 『三河物語』                                        |
| 寛永15？   | 1638？   | 家康の父広忠は、家臣の八弥に村正の脇差で刺された。致命傷ではない。                                     | 『松平記』                                          |
| 正保以後   | 1648以後 | 織田有楽斎らが村正の槍を家康に見せたが、家康が手を滑らせて指に怪我をし、血が出た。                     | 『三河後風土記』                                    |
| 正保以後   | 1648以後 | 徳川家で禁忌になったのは1600年（関ヶ原の戦い直後）である。                                             | 『三河後風土記』                                    |
| 正保以後   | 1648以後 | 徳川家三代不吉の刀工である。                                                                           | 『三河後風土記』                                    |
| 正保以後   | 1648以後 | 家康自身は廃棄しなくてもよいと言ったが、家臣たちが自発的に所持を禁止した。                             | 『三河後風土記』                                    |
| 正保以後   | 1648以後 | 徳川家に不吉として織田有楽斎が村正の槍を破壊した。                                                     | 『三河後風土記』                                    |
| 元禄14     | 1701     | 家康を宿敵と見なした真田信繁（幸村）の愛刀は村正だった。                                               | 『桃源遺事』                                        |
| 元禄15     | 1702     | 長崎奉行竹中重義が村正を秘蔵、「幕府滅亡後に高く売ろうとした」との言、所持理由が言語道断として死刑に。 | 『藩翰譜』                                          |
| 享保13     | 1728     | 家康は子供の頃に村正で怪我をした。                                                                     | 『落穂集』                                          |
| 享保13     | 1728     | 家康の長男信康の切腹で介錯に使われたのが村正。                                                         | 『落穂集』                                          |
| 享保13     | 1728     | 家康自身が廃棄を命じた。                                                                               | 『落穂集』                                          |
| 享保13     | 1728     | 徳川家で禁忌になったのは1579年（長男切腹後）である。                                                   | 『落穂集』                                          |
| 明和4      | 1767     | 村正は闇討ちに適した道具である。                                                                       | 『川柳評万句合勝句刷』                              |
| 明和8以前  | 1771以前 | 慶安の変で幕府を転覆しようとした由比正雪の刀は村正。                                                   | 『慶安太平記』                                      |
| 天明6      | 1786     | 村正は狂気の刀工。その作品も狂気が乗り移っている。                                                     | 『耳嚢』                                            |
| 天明6      | 1786     | 村正の子孫も不吉なものを作る。最近ついに鍛冶師を廃業した。                                             | 『耳嚢』                                            |
| 天明6      | 1786     | 村正銘の刀は嫌がられるため、銘を正宗に改竄した商人がいる。商人の妻はその村正で原因不明の自殺。         | 『耳嚢』                                            |
| 天明6      | 1786     | 「村正は見事だが不吉であるから買うのを取りやめた」（著者本人の証言）                                   | 『耳嚢』                                            |
| 寛政10以前 | 1798以前 | 家康の父広忠の死因は、暗殺である（村正によるかどうかは不明）。                                         | 『岡崎領主古記』                                    |
| 文政6      | 1823     | 江戸城で松平外記が発狂して千代田の刃傷沙汰を起こした時の差料は村正の脇差。                             | 『甲子夜話』が記す世人の噂                          |
| 天保8      | 1837     | （官撰の史書）徳川家四代不吉の刀工である。                                                             | 『改正三河後風土記』                                |
| 天保14末   | 1844初   | （村正伝説が幕府の正史『御実紀』（通称『徳川実紀』）の附録に収録される）                               | 『御実紀』                                          |
| 嘉永6      | 1853     | 不正で切腹の竹中重義の財産を没収すると秘蔵の村正が。幕府滅亡後に高く売ろうとしたのだろう。切腹は天罰。 | 『通航一覧』に引く『寛明日記』                      |
| 万延1      | 1860     | （人殺しの魔力を持つ妖刀村正の歌舞伎がヒット）                                                         | 『八幡祭小望月賑』                                  |
| 慶応3      | 1867     | （村正がテーマの浮世絵） 大量殺人犯・佐野次郎左衛門が百人斬りに使った凶器が村正。                      | 『英名二十八衆句』                                  |
| 明治21     | 1888     | （佐野次郎左衛門の妖刀村正百人斬りの歌舞伎が大ヒット）                                                 | 『籠釣瓶花街酔醒』                                  |
| 明治24     | 1891     | Muramasa's blades had the reputation of being unlucky.（ムラマサの刃は不吉という評判があった）         | Things Japanese, 2nd edition                        |

### 真偽と流布の過程

#### 三河武士の愛刀村正（〜1616年）
村正は徳川領の三河に近い伊勢の刀工であり、三河を始めとする東海地方には千子派（村正の一派）や千子派と交流があった刀工の数が多く、それらの刀剣を所持する者は徳川家臣団にも多かった。
まず第一に、徳川家康自身が村正を所有していた。
尾張徳川家は家康の形見として村正を伝承し、現在では徳川美術館に所蔵されている。刀身に疵などない健全な保存状態で、皆焼（ひたつら）の刃文が強烈な印象を与える逸品である。このことから、徳川美術館は、徳川家康が村正を嫌ったのは「後世の創作」、実際は家康は村正を好んでいた、と断言している。
その他、徳川四天王筆頭であった酒井忠次の愛刀「猪切」（銘「正真」）は、村正の高弟、千子正真の作である。
同じく四天王本多忠勝の愛槍にして明治以降は天下三名槍の一つとも称される「蜻蛉切」（銘「藤原正真作」）の作者、三河田原の文殊正真は、村正と技術的交流があったとされ、あるいは同名の千子正真との同一人物説もある。
海音寺潮五郎によると、吉川英治が『宮本武蔵』を連載しているときに散歩のついでに吉川邸に立ち寄り、先客であった岩崎航介という東京大学卒の鋼鉄の研究家から「妖刀伝説は嘘。昔は交通の便も悪いので近在の刀鍛冶から買い求める。三河からすぐ近くの桑名で刀を打っていた村正から買うのは自然だし、ましてよく切れる刀ならなおさら。今の小説家は九州の武士に美濃鍛冶のものを差させたり、甲州の武士に波ノ平（九州南端の薩摩国の鍛冶）を差させたりしているが、そういうことは絶無ではないにせよ、まれであった」と説かれている。
こうして三河武士にその切れ味を評価された村正と千子派の作は、三河以来の譜代以外の武将にも用いられることとなった。
鍋島信濃守勝茂もその一人で、いわゆる「妙法村正」の中心の棟に「鍋信」の銀象嵌を入れるほど愛用しており、それが小城藩鍋島氏に伝わっている。
真田信繁（俗に幸村）の兄真田信之の家系松代藩真田氏には、村正の高弟正重の作が伝来していた（信之自身のものかは不明）。
小牧・長久手の戦いでは徳川方として活躍した武将丹羽氏次も、村正から影響を受けた（あるいは一説に正重の親族の）刀工、坂倉正利作「岩突槍」を所持している。
また、『甲子夜話』では、福島正則が自身の所蔵する村正を家臣たちへ下賜、その家臣たちは三田藩に移っても村正を重代の家宝として伝えていたという話があり、当時村正が恩賞としての価値もあったことを推し測ることができる。
元和2年4月17日（グレゴリウス暦1616年6月1日）、徳川家康薨去。
御三家筆頭である尾張徳川家への遺品目録『駿府御分物御道具帳』「御腰物之帳」は、二振りの村正を記載する。

#### 徳川氏創業史への登場（1616〜1648年）
江戸初期は徳川氏創業史が流行した時代で、村正と特に関わりがあるものに『三河物語』（1626年）と『松平記』（1600年代前半〜1638年ごろ）がある。
大久保忠教（彦左衛門）の『三河物語』が最も古く、家康の祖父の清康が、家臣の弥七郎（阿部正豊）に村正で殺された（森山崩れ）という話を載せている。
信憑性について、『三河物語』は自筆本が残存していることから偽書でなく真作なのは確実であり、また、著者忠教の父大久保忠員は、事件当時、清康に家臣として仕えていた。
著者不明の『松平記』は、家康の祖父が村正で弑逆されたことに加えて、父の広忠が片目八弥という男に村正で刺されたことを記している（死亡はしていない）。八弥伝説は文献ごとに大きく違いがあり非常に錯綜している（#『松平記』）。
『三河物語』『松平記』も、日本の史料でよくあるようにただ使用された武器の刀工の名を出しただけに過ぎず、どちらの話でも、特に妖刀として扱われてはいない。
佐野美術館館長渡邉妙子は、三河武士は村正をこぞって入手しようとしたのだから、家康周辺の事件に村正が出てくるのに不思議はない、と説明している。

#### 妖刀村正の鍛造（1648〜1750年）
徳川家に災いをもたらす妖刀としての村正をはっきりと呈示した最初期の文献が徳川氏創業史の一つ『三河後風土記』である。
序文では慶長15年（1610年）、犬山藩主平岩親吉の筆と主張するが、事実は偽書、成立年代も正保年間（1645-1648年）を遡れないと言われている。
この書では、家康の祖父・父の災難に加えて、織田有楽斎・長孝父子が関ヶ原の戦い後の論功行賞の時に、長孝が猛将戸田勝成を撃破したという名槍（実は村正）を家康に請われて見せたところ、誤って家康が指に怪我をしてしまう場面が追加される。
家康はこの鋭さは村正の作だろうと見抜き、有楽斎父子はこの槍を手放そうと言ったが、家康は特にその必要はないと返す。
しかし、後になって有楽斎は周囲から村正と家康の祖父・父との因縁を聞き、では村正の作は御三代不吉の刀槍なのかと言って有楽斎が村正の槍をへし折り、以降、直臣から陪臣に至るまでみな（自発的に）村正の所持を禁じることになった、それで村正は廃れたのだと語られる。
基本的にはこの『三河後風土記』が村正妖刀伝説の発祥、あるいは少なくとも伝説を広めた当事者たちにはそういう意識があったようで、後に『耳嚢』の著者根岸鎮衛は、村正伝説の正しさの根拠を『三河後風土記』に求めている（鎮衛は『三河物語』も挙げているが、前述したように『三河物語』に村正を禁じる描写はない）。
もっとも、『三河後風土記』が広めたのは必ずしも負のイメージだけではなく、井伊直政・本多忠勝両雄が驚嘆するほどの上作、その鋭さだけで家康も「かの千子村正の作か」と言い当てるなど、武器としての出来栄えに匹敵するものなし、といったイメージも現れている。
『三河後風土記』の内容を早くも取り上げた一人が、当時『大日本史』編纂のため歴史書を集めていた徳川光圀で、没後すぐの元禄14年（1701年）に家臣が出した逸話集『桃源遺事』によれば、真田信繁（俗に幸村）が家康を呪詛するため常に村正の大小（打刀と脇差）を帯びていたとして、光圀は信繁を褒め称えていたという。
なお、現実に村正を大小一揃いで所有していたのは家康の方である。
『通航一覧』（嘉永6年（1853年））に引用される幕府の内部史料『寛明日記』（時期不明、万治元年（1658年）以降）では、寛永11年（1634年）に不正で切腹した長崎奉行竹中重義に対し、付加刑の財産没収を執行してみると村正24振りが発見されたことについて、「当世、将軍から禄をもらっているものは言うまでもなく、陪臣に至るまで村正は禁止である」と指摘し、「きっと、今は廃れているこの不吉な刀を確保していたのは、幕府が滅べば値が上がると思ったからだろう。刑が切腹にまで重くなったのは天罰だ」と重義を批難する文章がある。
一方、重義の事件について、新井白石『藩翰譜』（元禄15年（1702年））では、「今は廃れているこの不吉な刀を確保していたのは、幕府が滅べば値が上がると思ったからだ」という文が、外からの評価ではなく事件の劇中の言葉になっていて、そのためこれを御上が聞き重義を深く非難してその場で誅戮した（死刑にした）としている。ただし、白石自身は「誠なりしにや」（本当だろうか）と疑いをはさんでいる。
『三河後風土記』の主張にもかかわらず、実際は刀剣取引上で村正がすぐに廃れた訳ではなく、1700年頃までは何の問題なく売買されていたことが、万治4年（1661年）初版、元禄15年（1702年）再刊の刀剣書（『古今銘尽』第8巻）に、村正の取引における代付け（標準価格）が載っていることからわかる。
村正の代付けは「代金一枚程」と掲載されている中では最低ランクだが、
村正のように「新しい」刀工は表に入っている方が珍しく、
和泉守兼定（之定）が「代金一枚五両程」、平安城長吉が「代金一枚程」と、村正と同時期の巨匠もやはり同程度の代付けである。
1700年を過ぎると徐々に浸透しつつあり、享保13年（1728年）に書かれた歴史書『落穂集』では、家康は子供の頃に村正で怪我をした、また長男信康の切腹の介錯に使われたのも村正であるという新しい伝説が追加され、家康の祖父が村正で殺されたことと合わせて村正の所持が禁止されてしまう。
その禁止も、『三河後風土記』では家臣の自発的な禁止だったのが、『落穂集』では家康自らが村正を禁止したことになってしまっている。

#### 江戸庶民・武士の間での妖刀伝説の流布（1750〜1837年）
1700年代後半、『三河後風土記』の完成から100年ほども経つと、写本の流通や内容のまた聞きで妖刀伝説がかなり広まったと思われ、明和4年（1767年）の川柳に「村正はやみうちにする道具なり」（『川柳評万句合勝句刷』）と歌われるなど、江戸の庶民や中級〜下級武士の間では周知の事実となり、内容も過激化していく。
まず、『慶安太平記』は、慶安4年（1651年）に幕府転覆計画で処刑された由井正雪を主人公とする実録小説で、明和8年（1771年）に禁書指定されているが、その中で正雪の愛刀は村正とされている。
天明6年（1786年）頃に書かれた根岸鎮衛の『耳嚢』第2巻では、村正が徳川家に不吉な刀なのはよく知られているとし、知人からのまた聞きで『三河後風土記』の織田有楽斎の伝説を記す一方で、村正の刀は、徳川家の者だけにではなく、広く一般に禍々しいものだという噂があったことを記している。
村正は正宗の元弟子、村正もその刀も狂気に支配されており、村正の末裔も不運続きで廃業、村正の銘を改竄した商人の妻が村正で自殺、などという噂があったという。
しかも鎮衛自身が噂の信奉者で、当時まだ流通していた村正を見て、これは見事な刀だが悪い話があるから買うのをやめようと召使いに指示したりしている。当時、村正の銘の改竄があったのは事実で、現物が現存している。
また、江戸時代初期までは家康の父は襲撃で死亡まではせず数年後に病死しているはずだったのに、1645年から1798年までに書かれた『岡崎領主古記』では、襲撃で暗殺されたことになってしまう（村正かどうかは不明）。
文政6年（1823年）、江戸城で松平外記が発狂、同僚3人を脇差で殺した事件（千代田の刃傷）も、使われたのは村正だったという噂が世間ではもちきりだったという。
一方で、大名などの立場ある武士はやや冷静な眼で見ており、平戸藩主松浦静山は外記の刀について、村正と関派の両論併記の立場を取っている（『甲子夜話』）。
1825年ごろ、三田藩主九鬼隆国が静山にした雑談でも、
福島正則転封（1619年）のとき三田藩に移ってきた者たちは正則から賜ったという村正を今も相伝している、そんな家が4〜5家もあってどうしてだろうか、と話すが、不思議がるだけで批難などはしていない。

#### 官撰の書籍への混入（1837〜1853年）
天保8年（1837年）、将軍徳川家斉の発議による『三河後風土記』の改訂・増補版『改正三河後風土記』が完成、史官成島司直が同書を将軍に献上した。
当時、幕府の正史『御実紀』（俗に『徳川実紀』）の編輯主幹も務めていた成島司直は江戸時代を代表する歴史学者の一人で、史学のみならず和漢の膨大な古典籍に通じ、世情にも詳しく後に徳川家慶の政治的ブレーンとしても活躍し、さらに和歌も物書きも得意とした博覧強記の人であった。その学者としての力量は『改正三河後風土記』にも遺憾なく発揮され、多数の間違いがあると見抜いている。
ただし、原則としては『改正三河後風土記』はあくまで『三河後風土記』の改訂・増補という立場だったので、村正の逸話は削る訳にもいかずそのまま残された他、新たに『落穂集』『柏崎物語』と類似の家康長男の介錯に使われたのが村正というエピソードが追加されたので、官撰のお墨付きなのに、妖刀伝説という点についてはかえって混迷を深めることになってしまった。
今まで出た全ての村正伝説を並べた結果、『改正三河後風土記』の村正は（原文にそういう言葉はないが）「徳川家四代不吉の刀工」ということになる。
さらに天保14年12月（1844年1–2月）、正史『御実紀』の徳川家康の事績を記した部では、本文では村正の記述が抜かれているが、附録には『柏崎物語』の家康が直々に村正の所持を禁じたという話が転載されてしまう。

#### 倒幕の象徴（1853〜1868年）
このように村正が徳川将軍家に仇なす妖刀であるという伝説は、当の幕府自身も含めて、幕末の頃には完全に定着していた。
1854年から、維新の志士の一人岡谷繁実は『名将言行録』を書き始め（出版は維新後の1869年）、この中の真田幸村伝で、幸村は村正を常に帯刀していたと水戸光圀が褒めていたという文章が『桃源遺事』から引用されるなど、倒幕の刀としての村正が意識されていたことがわかる。このため徳川家と対立する立場の者には逆に縁起物の刀として珍重され、西郷隆盛を始め倒幕派の志士の多くが競って村正を求めたという。急な需要増加のため、市場には多数の村正のニセ物が出回ることになった（#三品広房）。また、有栖川宮熾仁親王も本来は親王が持つ格ではない村正を所持していた。三条実美も太宰府天満宮に村正の短刀を奉納し、王政復古の大願成就を祈願している。
本阿弥光遜が西郷隆盛の遺品を調査したところ（『南洲遺愛刀台帳』）、隆盛は鉄扇仕込みの村正の短刀（銘「村正」）を所持しており、鉄扇の親骨には「匕首腰間鳴蕭々北風起／平生壮士心可以照寒水」という詩が刻まれていた。
古代中国の侠客荊軻が、地図に隠した匕首（短刀）ただ一口だけを手に蕭々と（物寂しく）風が鳴る冷たい川を渡り、秦始皇帝暗殺の旅、不帰の旅へと出る前に吟じた詩のオマージュと思われ、隆盛の気概を感じる事ができる。
熾仁親王も隆盛も江戸無血開城の立役者である。最後まで村正は徳川家に仇をなしたのか、という『西日本新聞』記者の問いに、渡邉妙子は、むしろ親王の村正は徳川家と江戸の人々を守ったのではないか、と答えている。

#### 歌舞伎・浮世絵・その他創作でのブーム（1860年以降）
また、妖刀伝説は文化的な貢献もあった。

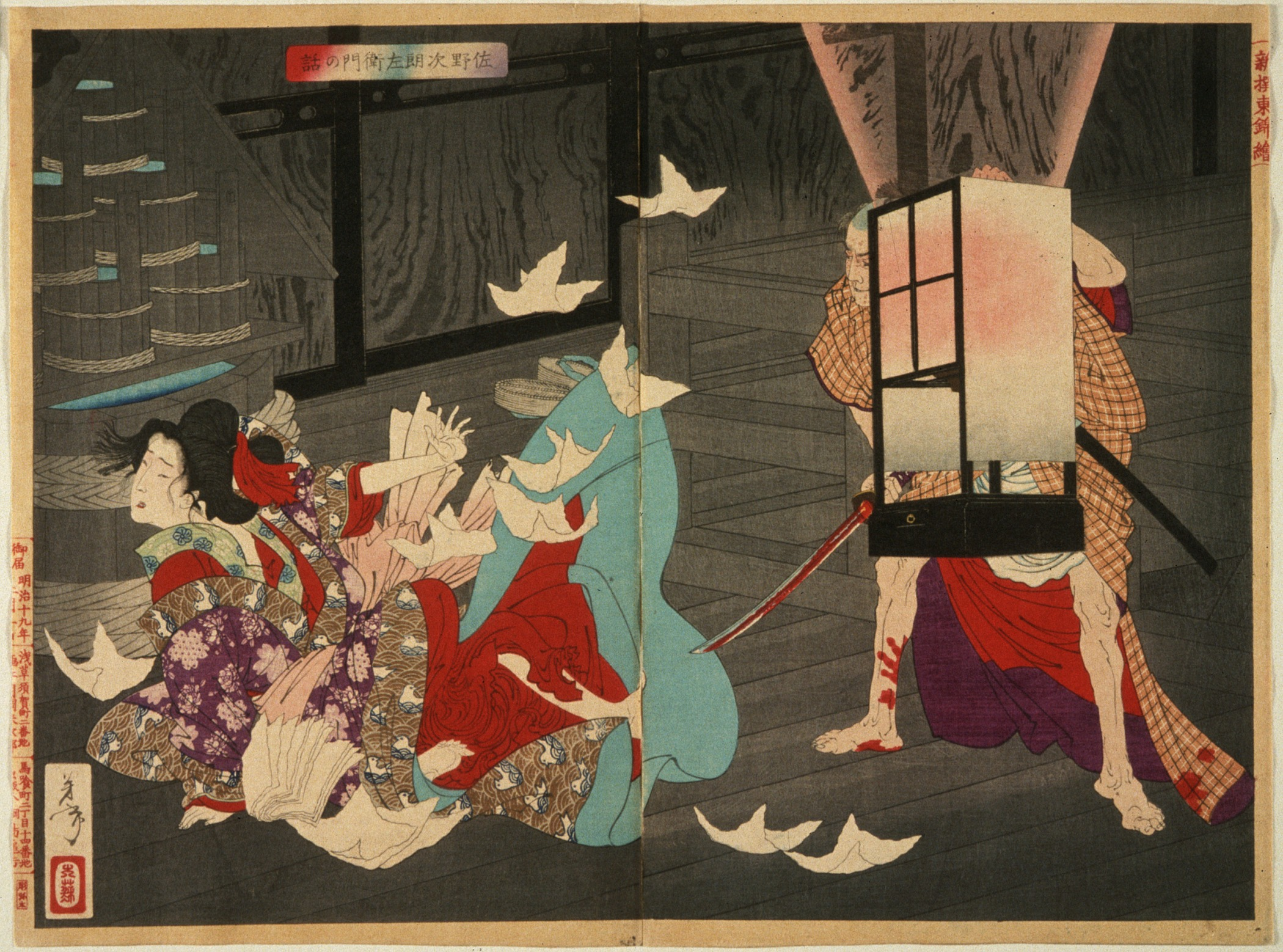
月岡芳年『佐野次郎左衛門の話』、1886年。

1860年、二代目河竹新七（黙阿弥）作『八幡祭小望月賑』（縮屋新助）は妖刀村正を舞台装置として使って悲恋、悲劇を演出し、初期の黙阿弥を代表する傑作と言われている。
1866年から1867年にかけて、浮世絵師落合芳幾は、月岡芳年と共に無惨絵の傑作『英名二十八衆句』を発表、1720年ごろに佐野次郎左衛門が吉原の遊女八橋を刺殺した事件の歌舞伎化が再燃していたのを受け、佐野次郎左衛門と妖刀村正を結びつけて「一刀伊勢村正其の身に祟る殺人刀」「首の血煙水も溜ぬ籠釣瓶百人切」と書いた。
芳幾に触発されたのか、競作者の芳年も1886年に（持っているのが村正かは不明だが）『佐野次郎左衛門の話』を描いている。
維新後の1888年には三代目河竹新七が、妖刀村正と佐野次郎左衛門の百人斬り伝説をテーマにした歌舞伎『籠釣瓶花街酔醒』を発表、
初代市川左團次らの熱演と共に明治期世話物の代表作と言われるほどの絶賛を受けた。
明治時代で最も有名な大英帝国の日本研究者の一人バジル・ホール・チェンバレンは、1890年初版発行の事典Things Japanese（『日本事物誌』）で、日本の四大刀工の一人がムラマサだが、ムラマサの刃は不吉と言われていたという説を紹介し、妖刀ムラマサの伝説は海外にも伝わっていった。

### 江戸・明治初期の記述

#### 『三河物語』
旗本大久保忠教の自伝『三河物語』（1626年頃の成立）では、家康の祖父清康が、家臣の阿部弥七郎（阿部正豊）によって「センゴノ刀ニテ」殺され、その結果として森山崩れという惨事が置きたという描写がある。
ただし、ここではあくまで武器の刀工の名を淡々と記したに過ぎず、村正がことさら妖刀扱いされている訳ではない。
他の箇所に村正は登場しない。家康の父は病死であり、長男の信康が信長の命令で切腹させられた時の検使（切腹の見届け役）は天方山城（天方道興か天方道綱かは不明）と服部半蔵だが村正が使われたという話はなく、関ヶ原の戦いの後の織田有楽斎との会話もない。
なお、同書に登場するもう一人の刀工の名前は長吉である（おそらく平安城長吉）。
家康配下の猛将蜂屋貞次が、永禄6年（1563年）の三河一向一揆では家康を裏切って一揆側に周り、長吉の槍を使って松平金助を突殺するなど家康の軍を大いに苦しめている。ただし、家康が視界に入った場合はすぐに逃げ出して、家康本人には絶対に攻撃を仕掛けなかったという。

#### 『松平記』

##### 概要
江戸時代初期に書かれて広く書写され、明治30年（1897年）に坪井九馬三と日下寛の校訂で『校訂松平記』として出版された書。
現存最古の写本は元禄元年（1688年）で、坪井九馬三と日下寛は成立年代を慶長年間（1596-1615年）とするが、新行紀一は内容から見て、成立年代は島原の乱が鎮圧された寛永15年（1638年）後ではないかとしている。
家康の祖父清康と村正の関係は『三河物語』と近く、弥七郎（阿部正豊）の差料が「二尺七寸（約81.8cm）の村正」とサイズが判明していることを除けば、村正で背後から清康を殺し、その後に植村新六郎が正豊を誅殺する流れは同じである。
この書ではじめて、家康の父の松平広忠が八弥という男に村正の脇差で突き刺され、植村新六郎（と松平信孝）が八弥を誅殺するという逸話が登場する。なお、広忠は刺されはしたものの致命傷には至っていない。
『松平記』は著者も正確な成立時期も不明な上に、下手人が祖父殺害は「弥七郎」で次の父襲撃は「八弥」、どちらも凶器が村正、どちらも成敗に関わるのが植村新六郎という武士、などこれが本当に事実ならば不可解な一致を見せている。
八弥の逸話はそもそも『三河物語』では一切触れられていない上に、各種の文献で主張することが一致する方が珍しく、まとめると、「姓は岩松、浅井、蜂屋、通称は岩松」「名は八弥、または弥八、あるいは弥八郎」という男が「天文14年、あるいは15年、16年、または18年か19年」に「酒気から、もしくは個人的な怨みから、あるいは敵（松平三左衛門もしくは佐久間某、あるいは佐久間九郎左衛門とも）と通じて」「広忠を刺したが広忠は軽傷だった、または即死した」ので「植村新六郎が単独で、または松平信孝と共闘して」「成敗した、あるいは拘束して検議の上で処刑した」ということになる（岩松八弥の記事を参考）。

#### 『三河後風土記』
『三河後風土記』は徳川氏創業史の一つで、序文では慶長15年（1610年）に平岩親吉（徳川譜代の重臣で犬山藩主）自らが著した作とするが、実際は正保年間（1645-1648年）より後に正体不明の人物によって書かれたもの、つまり偽書である。しかし、（版本は作られなかったものの）江戸時代には権威ある書籍として広く筆写されて読まれ、寛政の改革の一環で、寛政5年（1793年）、講談師が辻で『三河後風土記』を読むことを禁じられるなど、幕府からも神聖視されていた。
この書の第38巻にある「忠吉卿井伊直政出仕付村正之作刀不要御当家事」で、村正が徳川家の家中で禁じられるようになったという話が物語られる。
関ヶ原の戦いが終わったその同日、諸将が集まる中で、家康が織田有楽斎（長益）・長孝父子の働きをねぎらって、その武名は比類ないと褒め称えた。
有楽斎は畏まって「この老人めには似合わない無鉄砲さで可笑しいでしょうが、まあ老後の良い思い出にはなるだろうと思って敵陣に突進したまでにございます」と答えた。
ここで井伊直政と本多忠勝が家康に申し上げて、
有楽斎父子は西軍きっての猛将・戸田勝成と力戦し、特に長孝は戸田の兜を左から右の方へ突貫したが、その槍はいささかも刃こぼれしなかった、高名な槍といえども類いまれなことに存じます、と述べた。
家康は感じ入って、まさにその通り、家宝とすべきだろう、試しにその槍を見せてくれないか、と言って持ってこさせたが、家康は槍を取り落としてしまい、指を少し切って血が流れたので、長益父子は驚いて困惑した。
家康は、恐ろしい刃金の鋭さ、これを鍛えたのは尋常の鍛冶師ではないのだろう、まさか千子村正の作ではあるまいか、と問う。
有楽斎は、まさしく村正の作、銘もございますと答える。
家康がしばらく黙っていたので、有楽斎父子は以降この槍を所持しないことを言上した。
家康は微笑して「夢〃其義ニ及マシ」（「ゆめゆめその儀に及まじ」「そうする必要は全くない」）と釈明し、それから「まさに今回も村正の作か」と言った。
有楽斎父子は退席してからも不思議に思ったので、井伊・本多に仔細を尋ねると、家康の祖父清康が家臣の阿部正豊に村正の「太刀」で殺されて森山崩れとなった話や、
家康の父の松平広忠も、岩松八弥という右眼が見えない譜代の家臣で豪傑の者が、酒狂して村正の「脇差」で広忠の股（＝太腿）を突いたので、八弥を植村新六郎が誅殺したという話などを語る。
有楽斎はこれを聞いて、しからば村正の作は御三代不吉の刀槍なのか、家康公に味方する者は村正の作を用いるべきではない、と井伊・本多の眼の前で槍を木っ端微塵にへし折ってしまった。
村正の作は徳川家御三代不慮の災難があるから、関ヶ原の合戦以降、御家人は言う及ばずその陪臣に至るまで、硬く禁じて所持しなかったので、上作ではあるけれども、自然と廃れたのである。
以上の物語の最後では、村正の所持を「硬ク禁シテ」と誰かが禁じたような文面になっているが、家康自身は「そうする必要は全くない」と答えているので、家中が自発的に禁じた、ということになる。
他の村正伝説については、家康の父の広忠は村正で刺されはしたものの、死亡までには至っていない。
家康長男の信康が切腹させられた時の検視役は大久保忠世ただ一人になっていて、村正で介錯云々の話もない。
なお、自然な流れで気付きにくいが、有楽斎が勝手に粉々に破壊したこの村正の槍は、自分の持ち物ではなく、息子の長孝のものである。

#### 『通航一覧』に引く『寛明日記』
嘉永6年（1853年）、林復斎らが幕命により編纂した外交史料集『通航一覧』第139巻には、長崎奉行の竹中采女正重義が平野屋三郎右衛門の訴出によって取り調べられ、私曲のかどで寛永10年（1633年）に切腹を命じられ、翌年に切腹が執行されて死亡したことが記述されている。この事件の中でも一番詳しいのが『寛明日記』からの引用である（以下、「『通航一覧』に引く『寛明日記』」は単に『寛明日記』と略記）。
『寛明日記』は、寛永元年初から明暦3年末まで（1624-1657年）の事件に関連する記事の引用集として、幕府内部で作られた史料で、編者不明、編集時期不明である。
この記事によれば、「采女正切腹家内闕所」、つまり重義の切腹が決定した後に付加刑として闕所（財産没収刑）を執行し、その屋敷を調査したところ、おびただしい金銀財宝が見つかっただけでなく、村正の脇差を24差所蔵していたことが発覚したという。
『寛明日記』の著者は、「さて、そもそも村正は御当家三代有不吉之例であり、陪臣に至るまで厳しく所持を禁じていたのに、重義が多数所持していたのはなぜか。思うに、重義は上作なのに現在廃れている村正の刀が、徳川の世ではなくなれば高く売れるであろうと考えたために村正を多数保持していたのだ。極悪非道と言っても過言ではない。これらの刀・脇差がなければもしかしたら遠島であっただろうか、だが悪が深いことにより（天罰で）切腹となったのだ」としている。
しかし、万治4年（1661年）初版、元禄15年（1702年）再刊の刀剣書（『古今銘尽』第8巻）に村正の取引における標準価額が掲載されているから、1633年前後に平時での売買のために村正を多数所持していたとしても特に不思議はない。
また、事件は1633年から1634年にかけて発生したはずだが、記事の著者の言葉使いは1648年以降に書かれたと言われている『三河後風土記』と似通っている。
| 『三河後風土記』（1648年以降）           | 『寛明日記』当該記事（1634年以降）               |
| ---------------------------------------- | ------------------------------------------------ |
| 村正ハ御三代不吉ノ刀鎗                   | 村正は御当家三代有不吉之例                       |
| 村正作ハ徳川家御三代不慮ノ災難アリシ故ニ | 村正は御当家三代有不吉之例                       |
| 御家人ハ不及申其倍臣ニ至ルマテ堅ク禁シテ | 御扶持を蒙る輩は不及申、至陪臣村正を禁す         |
| 上作トハ云ナカラ自然ト廃レケル           | 村正は上作なり、其出来甚たよし、然とも当代は廃り |

『寛明日記』が引用する記事と同様の話題と批難が『御実紀』（『徳川実紀』）の「大猷院殿御実紀」巻二十四寛永十一年二月二十二条に引く『君臣言行録』にもある。
『君臣言行録』は、人見竹洞が主となって編集し、その死後も編集が続けられ、1730年ごろに完成した言行録・歴史書だが（序文に「元和二年以来百十四五年」とある）、
『寛明日記』の記事とどちらが先行するのかは不明。

#### 『桃源遺事』

##### 概要
『桃源遺事』は元禄14年（1701年）12月に、水戸藩の家臣三木之幹らによって徳川光圀の死後すぐに編輯された光圀の伝記、逸話集。
この中に真田信繁（俗に幸村）が村正を所持していたという話が登場する。
光圀は、「真田信仍は東照君（家康）を宿敵と見なしてから、常に千子村正の大小（打刀と脇差の一揃い）を手放さなかった。村正は徳川家不吉の刀と聞いて、東照君を調伏（呪殺）する意図があったのだと聞く。武士とはこのように、常日頃からこのようなことにまで忠義に心を尽くすものだ」と称賛していたという
なお、現実に村正を大小で所持していたのは、信繁ではなく家康である。

#### 『藩翰譜』
新井白石が著した歴史書『藩翰譜』（元禄15年（1702年））にも、『通航一覧』に引く『寛明日記』（以下、『寛明日記』と略記）と同様、長崎奉行竹中重義の不正事件と村正の関係が言及される。
白石の伝える話では、まず重義の財産を籍没（没収）したところ、忌まれる刀の村正（本数不明）を秘蔵していたことが発覚する。
そして、「故あって現在は忌まれて廃れている村正の刀が、徳川の世ではなくなれば高く売れるであろうと考えたために村正を多数保持していたのだ」とされ、村正所持とその所持理由が言語道断であるとして、その場で誅戮される（死刑になる）。
『寛明日記』では記事のコメントとして、思うに…という訳で村正を多数保持していたのだろう、という話だったのに、『藩翰譜』ではいつの間にかそれが事件の中の言葉になっている。
また、『寛明日記』では切腹刑を宣告されてから村正の所持が発覚したのに、『藩翰譜』では村正を悪辣な理由で所持していたことが誅戮の理由になっており、伝説の度合いが増している。
ただし、白石の伝説でも、村正を不敬な理由で集めていたから誅戮させられたのであって、村正の所持自体は禁じられていない。
また、幕府の法にも通じていた白石自身は、自分で書いていて流石に変な話だと思ったのか、「誠なりしにや」（本当だろうか）と評している。

#### 『落穂集』
江戸時代の兵法家大道寺友山重祐が、享保13年（1728年）に著した家康の時代の編年体の歴史書『落穂集』にも村正は登場する（なお、友山は同じ年に同じ題でエッセイ・逸話集を出しているので、やや紛らわしい）。
この書で、家康の長男松平信康の介錯に村正が使われたという記述がある。
『落穂集』より後に出された#『御実紀』に引く『柏崎物語』と比べると、天方が高野山に隠遁した後に結城秀康に召し抱えられるなど細かい違いはあるが（『落穂集』の方がやや記述が多い）、村正伝説に関する限りは『柏崎物語』とおおよそ同じなため、詳細は#『御実紀』に引く『柏崎物語』を参照のこと。
ただし、『柏崎物語』との最も大きな違いとして、この物語を友山（生年：寛永16年（1639年））が「若い頃」にとある老人から直に聞いた話としている。また、相当隔たりのある昔のことだから真偽を計るのは難しいが、ひとまず自分が聞いたことを記した、と評している。

#### 『耳嚢』
のちに気さくな人柄の南町奉行として江戸の人気者になる根岸鎮衛は、随筆『耳嚢』第2巻で、村正の妖刀伝説を紹介している（根岸自身は「村政」と表記している）。
なお、この巻は、佐渡奉行在任中の天明6年（1786年）頃に書かれたようである。
まず、「村正が御当家（徳川家）での使用を禁止されたのは『三河物語』や『三河後風土記』に詳しく、世間にも知られているところだが」と前置きした上で、鎮衛自身は読んだことがないらしく、それらを蔵書に持っている知人からのまた聞きで、前述の#『三河後風土記』の有楽斎の説話を記している。
しかし、原本では関ヶ原の戦いの直後（1600年）だったのが、鎮衛の話では難波御陣（1614-1615年）かあるいはそれ以前と曖昧になっており、長孝や勝成は話題に出ず、有楽斎が名称不明の武士の首を家康の前に持参したことになっている。
また、有楽斎が村正だと答えた後、家康の「（破棄する）必要は全くない」と言う台詞は省かれて、家来が「村正は御当家に不吉である」と述べて、有楽斎が村正を破棄するシーンに繋がるので、あたかも家康自身が村正禁止を推進したかのような印象を与える。
さらに、「徳川家に仇なす刀」というイメージだけではなく、「御当家昵懇の者に限らず怪我致し候」と、広く災いをもたらす妖刀としての噂話があったことを記している。特に、
- 村正は正宗の弟子だった。
- 村正は名工だが性格は狂っていて、刀にもその狂気が乗り移っていた。
- 村正の末裔は最近まで存続していて、差添（短刀や脇差）、剃刀などを作っていたが、使う者がとかく怪我をするのでそれもやめてしまった。
- 村正の銘があると買い手に嫌がられるので、ある商人は村正の短刀の銘を正宗に改竄して売ろうとしたが、その妻が突然村正で自殺してしまった。商人は不気味に思って村正を廃棄してしまった。

などという話を載せている。
その上、鎮衛自身がこの噂話を信じていて、佐渡奉行在任中（1784–1787年）、召使いが中古の村正を買おうかどうか鎮衛に見せに来た時、それを見て、極めて見事で出来栄えは好ましいが、祟りがあるから絶対に買うべきではないと念を押して忠告したことを記すなど、周囲に妖刀伝説を広めていた。
当時人気を博した『耳嚢』全10巻の中でも第1巻と第2巻は特に筆写されたことが多かったらしく、鎮衛は妖刀伝説の普及に一定の寄与をしたと見られる。

#### 『御実紀』に引く『柏崎物語』

##### 概要
天保14年12月（1844年）に正本が完成した江戸幕府の公式史書『御実紀』（通称『徳川実紀』）東照宮御実紀附録巻三は、『柏崎物語』を引用して徳川家と村正の因縁を説明している。
『柏崎物語』は旗本能勢市兵衛が浪人柏崎三郎右衛門の語る伝承を書き写したものを、天明7年（1787–1788年）に旗本三橋成方が平易な文体に浄書したもので、写本が内閣文庫に残る（一部、成方による加筆もあるという説あり）。
したがって、『柏崎物語』は家康存命時からかけ離れた時代の史料であり、その上「此後は御差料の內に村正の作あらば。みな取捨よと仰付られしとぞ」など、事実とは矛盾する記述が含まれている（実際には家康が村正を破棄したことはなく、尾張徳川家に家康所有の村正が伝来している）。
しかし、遅くとも1787年ごろまでには村正伝説が形成されそれが幕府直臣にまで伝わっていたこと、江戸最末期には幕府の史官にも一定の影響力を持っていたことが確認できる。
なお、享保13年（1728年）に書かれた『落穂集』にもほぼ同じ話が載っているが（#『落穂集』）、『柏崎物語』との関係は不明。

##### 原文
以下、底本は経済雑誌社版。レイアウト調整のための空白は「＿」字で示してある。【原文ママ】は経済雑誌社版にはなく、本項で付け加えたものである。

#### 『岡崎領主古記』
『岡崎領主古記』は岡崎城領主についての年代記で、現存最古の写本は寛政10年（1798年）。それまでの記録と決定的に違っているのが、家康の父の広忠が、縁側でお灸をしているところに、佐久間なる人物からの密命を受けた片目「弥八」（八弥ではない）なる人物に暗殺されることである。ただし、犯行の凶器が村正であるかどうかは記されていない。
本記事の他の史料『三河物語』『松平記』『三河後風土記』『改正三河後風土記』『御実記』に加え、『武徳大成記』でも家康の父の死因を殺害とはしていない。謀叛による暗殺説は『岡崎領主古記』等の一部の説である。

#### 『甲子夜話』
松浦静山（平戸藩主松浦清）の随筆『甲子夜話』にも、村正の話題は取り上げられている。
第42巻は、千代田の刃傷沙汰のことを載せている（発生した年と同年に書かれた記事）。文政6年（1823年）4月22日、御書院番松平外記が同僚三人を殺害、二人に傷を負わせた後に自害する。凶器は脇差で、同僚のうち一人はたった一刀で耳元から肋骨まで斜めに切り裂かれて即死するなどの、恐ろしい切れ味だったらしい。
静山は、「その脇差は村正だった。世間は言う。この鍛冶は御当家に不吉であると。しかるに、また、こういうことが起きるのも不思議だ」とコメントしている。
一方、別説として、脇差は村正ではなく、一尺三寸（約39.39cm）の関打平造だった、という説も併記している。
第62巻では、ある年（文政8年（1825年）？）、三田侯（九鬼隆国）が
訪ねてきて静山と雑談するに、家臣の中に福島正則の転封（1619年）のとき三田藩に移ってきた者たちが四家から五家ほどいるのだが、これらの家はみな正則から賜ったという村正を所持している、「何かなる故にや」（「一体なぜだろうか」）と話している。
しかし、村正の所持について不思議に思いつつも批難はしていない。

#### 『改正三河後風土記』
『改正三河後風土記』は、将軍徳川家斉の命令で、『三河後風土記』を幕府の史官成島司直（当時、幕府正史『御実紀』の編纂も手がけていた）が膨大な史料で校訂増補し、天保8年（1837年）に将軍に献上したもの。
『三河後風土記』からの村正伝説はそのまま残っていて、さらに信康介錯の説話も追加されている。
それまで出ていた全ての逸話を採用した結果、四代不吉の刀になってしまっている。
第5巻での、家康の祖父清康殺害も他の書とほぼ同じ、阿部正豊に「千子村正の刀」で背後から斬られ、右の肩から左の脇までただ一刀で両断だった。
第6巻では、天文14年4月、広忠が岩松八弥に「何の仔細もなく」突然、村正の脇差で突かれ、植村新六郎と松平考是に成敗される。諸将は八弥が凶行に至った理由を考えるが、謀反の徴候も特に見られず、酒で酔ったせいだろうと結論づけた。
また、広忠はこの件で死亡せず、死因については前年からの病の末、天文18年に病死したとしている。
第16巻での家康の息子、信康切腹の段では、原典の『三河後風土記』になかった村正介錯伝説が付け加えられる。検使役は服部半蔵と天方山城守通経が選ばれる（『柏崎物語』では「渡辺」半蔵と天方「通興」。服部半蔵説は『三河物語』）。半蔵が介錯できず、山城守が村正で介錯、後に家康の言葉を聞いて、山城守が高野山に出家する部分はほぼ『落穂集』『柏崎物語』を踏襲している。ただし、後の関ヶ原の戦い後の有楽斎登場の説話と整合性を合わせるためか、この時点では村正が禁止になったという話は出てこない。また、山城守は僧となった後に、結城秀康に仕えたとしている。
第39巻の、関ヶ原の戦いが終わったその日の本陣参謁についてはおおよそ『三河後風土記』そのままだが、
- 有楽斎が蒲生備中守（蒲生頼郷）の首を持って登場し、家康は有楽斎の武勲を讃えつつも頼郷を不憫だとして懇ろに葬るよう指示する。
- 井伊直政と本多忠勝が「近臣」「近習の人」と曖昧な表現になっている
- 家康の「（村正を）廃棄する必要は全くない」という台詞は削られている。

といった違いがある。

#### 『御実紀』
天保4年12月（1844年）に完成した幕府の公式史書『御実紀』（通称『徳川実紀』）は、附録史料に村正伝説の出処の一つと思われる『柏崎物語』を掲載するが（#『御実紀』に引く『柏崎物語』）、本文そのものに村正は登場しない。祖父清康殺害事件、父広忠刺突事件（岩松八弥の行動は隣国からの誘いで裏切ったためとされ、この事件で広忠は死なず天文18年に病死である）、長男信康自害すべてで村正は言及されていない。
また、関ヶ原の戦いの後に織田有楽斎父子が称賛される記述もない。

#### 『名将言行録』
幕末から維新の頃にかけて書かれ、明治2年（1869年）に完成した岡谷繁実『名将言行録』の第40巻は、戦国時代の一武将真田信繁ではない、日本の武士の理想像としての「真田幸村」を描いている。
この巻では、幸村伝の本文が終わった後に、家康の孫である徳川光圀からの真田幸村への評価が引用され（恐らく『桃源遺事』からの引用）、「幸村は神祖（家康）を宿敵と見なし、常に村正を帯びていた。村正は徳川家不吉の刀だから、神祖を調伏（呪殺）する意図があったのだと聞く。武士とはこのように、常日頃から心を尽くすこそ、まことの家臣と言うべきだ」と幸村を称賛している。
しかし、本文では、1614年、大阪冬の陣のため大阪城に馳せ参じる途中の幸村が、刀として正宗、脇差として貞宗を差している描写が出てくるので、本文と光圀の称賛で矛盾が生じている。
なお、この書では幸村は大阪夏の陣で家康に対し刀を投擲していないので、村正を投げつけたという逸話の出処をこの本に求めることはできない（そもそも本文中で差しているのは正宗と貞宗である）。

#### 『Things Japanese』
バジル・ホール・チェンバレンは、日本に関する事典 Things Japanese（『日本事物誌』）で、日本の刀剣について英語圏の人々に紹介をしているが、そこにムラマサは不吉な刀であるという話が含まれている（初版は1890年、以下の翻訳の底本は1891年刊行の第二版）。

#### 吉原百人斬伝説
享保年間（1716–1736年）の頃の佐野次郎左衛門という殺人犯も、村正伝説に関わる一人である。
この男が吉原の八橋という遊女を殺した事件が、後世に妖刀「籠釣瓶」を使った吉原百人斬りと脚色されるようになった。
三田村鳶魚は、この吉原百人斬り事件を考証し、宝暦年間に馬場文耕が著した『近世江都著聞集』に、このときの刀は国光作であったとしている。
初期は、寛政9年（1797年）3月 に初演された初代並木五瓶作の歌舞伎狂言『青楼詞合鏡』があり、当時としては新しい趣向を色々と凝らしたために盛況で、妖刀などは出ないコメディータッチであり、途中紆余曲折はあるが誰も死なない大団円で終わる
。
次に、文化12年（1815年）、四世鶴屋南北の歌舞伎狂言『杜若艶色紫』で悲劇として取り上げられたが、この時はまだ殺人数も少なく、得物も村正ではなく二字国俊だった。
ところが、慶応3年（1867年）、浮世絵師落合芳幾は『英名二十八衆句』で佐野次郎左衛門を題材にし、鬼気迫る無惨絵に添えて「一刀伊勢村正其の身に祟る殺人刀」「首の血煙水も溜ぬ籠釣瓶百人切」等と記した

さらに、明治21年（1888年）には、三代目河竹新七によって『籠釣瓶花街酔醒』が作られたが、これにも作中に「籠釣瓶」の異名を持つ妖刀村正が登場、
魔力を持つ妖刀村正での虐殺、そこに至るまでの醜い田舎者の悲哀などが共感を生み、初代市川左團次らの名演技もあって明治期世話物の代表作と言われるほどの絶賛を受けた。

#### 由比正雪と村正
慶安4年（1651年）に幕府転覆計画が露見して処刑された由比正雪がこの村正を所持していたという説があるが、
これは著者不明・年代不明の実録小説『慶安太平記』等に由来する創作である。
この小説は明和8年（1771年）の禁書目録に載っているなど、幕府から長く出版を禁止されていたが、幕府に不満を持つ読者の手で写本されて読みつがれてきた小説である。
明治以降は活字で『絵本慶安太平記』というものも出た。
本によって内容が少しづつ違い、写本版のころから村正は登場するが、以下は『絵本慶安太平記』の概要。
由比正雪の仲間の柴田三郎兵衛は、正雪が名刀を求めていることを知り、
白鞘に藤四郎吉光と書き付けてある刀を正雪に捧げる。
正雪は藤四郎吉光では不満だったらしく遠慮したので、その翌日、柴田は別の家祖伝来の刀を持って来た。
中身を見てみると「青江村正」の銘が入った名刀、氷のごとく恐ろしく鋭い刀だった。
吉光の刀は、かつて家康が自害しようとしたとき、薬研は切れるのに何故か自分の肉に刀が刺さらず自害を止め（薬研藤四郎」）、結果として天下人になれたという、徳川家を祝福する武器である。青江村正の刀は、かつて家康が手を滑らせて血を流してしまった徳川家呪いの武器である。
吉光を取るか、村正を取るかで、柴田は正雪の中にある徳川家への敵意が本物であるかどうか試したのであり、正雪は柴田の才知に深く感じ入った。
「青江村正」の名前の由来は不明だが、『松平記』では、
岩松八弥が家康の父広忠を村正で差す場面の直前に、松平忠次を討ち取った鳥居久兵衛が忠次の青江の刀をその子の松平景忠に形見として返す場面がある
。

#### その他
『川柳評万句合勝句刷』明和4年（1767–1768年）桜-3に、「村正はやみうちにする道具なり」という川柳があり、このころ村正は暗殺に適した刀だという世評があったことがわかる。
万延元年（1860年）には、「妖刀村正」に物語の重要な役どころを負わせた二代目河竹新七（黙阿弥）作の『八幡祭小望月賑』（縮屋新助）が初演され、特に文学的な香りでは後の『籠釣瓶花街酔醒』より遥かに上なこともあり、大評判を博した。これは文化4年（1807年）に深川の永代橋が崩落した事件と、文政元年（1818年）の深川芸者殺人事件を取材にしたもので、妖刀村正の魔力で主人公が逆上して恋人を含む多数の人を殺害するシーンがある。

## その他の要出典の逸話
- 村正作の一振と正宗作の一振を川に突き立ててみたところ、上流から流れてきた葉っぱが、まるで吸い込まれるかの如く村正に近づき、刃に触れた瞬間真っ二つに切れた。一方、正宗には、どんなに葉っぱが流れてきても決して近寄ることはなかったという。同様の伝説が、岩政信比古（1790–1856年）が著した『桜の林』で、正宗と波平行安について語られており[82]、いつの時点で波平行安が村正にすり替わったのか不明。
- 家康の遺産相続の台帳である『駿府御分物帳』に村正の作は2振しか記されていない[9]。